# A Origem das Espécies
A Origem das Espécies (ou, mais completamente, A Origem das Espécies por Meio da Seleção Natural, ou Preservação das Raças Favorecidas na Luta pela Vida) é uma obra de literatura científica escrita por Charles Darwin, que é considerada a base da biologia evolutiva. Publicado em 24 de novembro de 1859, ele introduziu a teoria científica de que as formas de vida evoluem ao longo das gerações por meio de um processo de seleção natural. O livro apresentou evidências de que a diversificação das formas de vida resulta de uma ascendência comum, que evoluiu por meio de um padrão ramificado. Darwin incluiu evidências que havia coletado na expedição Beagle na década de 1830 e também suas descobertas subsequentes por meio de pesquisa, comparação e experimentação.
Diversas ideias evolutivas já haviam sido propostas para explicar novas descobertas da biologia. Havia um apoio crescente a tais ideias entre anatomistas dissidentes e o público em geral, mas, durante a primeira metade do século XIX, a elite científica inglesa estava intimamente ligada à Igreja da Inglaterra e a atividade científica era considerada parte da teologia natural. As ideias sobre a transmutação das espécies eram controversas, pois conflitavam com as crenças de que as espécies eram partes imutáveis de uma hierarquia projetada e de que os humanos eram únicos, sem qualquer parentesco com outros animais. As suas implicações políticas e teológicas foram intensamente debatidas, mas a transmutação não foi aceita pelo mainstream científico da época.
O livro foi escrito para leitores não especialistas e atraiu amplo interesse após a sua publicação. Como Darwin era um cientista eminente, suas descobertas foram levadas a sério e as evidências que apresentou geraram discussões científicas, filosóficas e religiosas. O debate sobre o livro contribuiu para a campanha de T. H. Huxley e de seus companheiros do X Club para secularizar a ciência por meio da promoção do naturalismo científico. Em duas décadas, havia um amplo consenso científico a respeito da ocorrência da evolução com um padrão ramificado de descendência, mas os cientistas demoraram a dar à seleção natural o significado que Darwin considerava apropriado. Durante "o eclipse do darwinismo", de 1880 a 1930, vários outros mecanismos de evolução receberam mais crédito. Com o desenvolvimento da síntese evolucionária moderna, nas décadas de 1930 e 1940, o conceito de Darwin de adaptação evolutiva por meio da seleção natural tornou-se central para a teoria evolucionária moderna e viria a se consagrar como o conceito unificador das ciências da vida.

## Resumo da teoria de Darwin

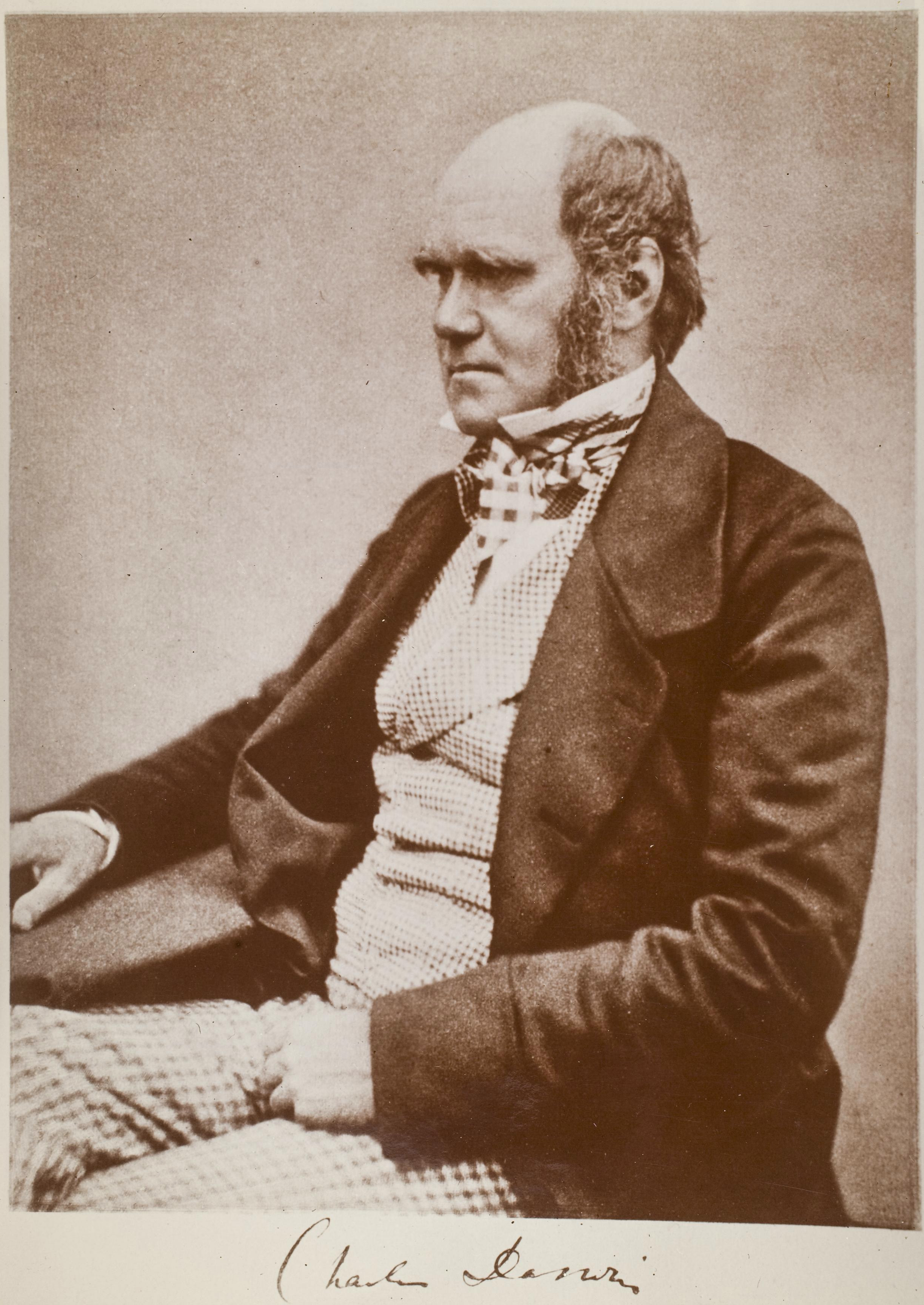
Darwin retratado pouco antes da publicação

A teoria da evolução de Darwin é baseada em fatos importantes e nas inferências extraídas deles, que o biólogo Ernst Mayr resumiu da seguinte maneira:
- Cada espécie é fértil o suficiente para que, se todos os descendentes sobreviverem para se reproduzir, a população cresça (fato);
- Apesar de flutuações periódicas, as populações permanecem aproximadamente do mesmo tamanho (fato);
- Recursos, como alimentos, são limitados e relativamente estáveis ao longo do tempo (fato);
- Disso decorre uma luta pela sobrevivência (inferência);
- Os indivíduos em uma população variam significativamente entre si (fato);
- Grande parte dessa variação é hereditária (fato);
- Indivíduos menos adequados ao ambiente têm menos probabilidade de sobreviver e de se reproduzir; indivíduos mais adequados ao ambiente têm mais probabilidade de sobreviver e mais probabilidade de se reproduzir e deixar seus traços herdáveis para as gerações futuras, o que produz o processo de seleção natural (fato);
- Esse processo, que ocorre lentamente, resulta em populações que se modificam para se adaptar a seus ambientes e, em última análise, essas variações se acumulam com o tempo para formar novas espécies (inferência).

## Antecedentes

### Desenvolvimentos anteriores à teoria de Darwin
Em edições posteriores do livro, Darwin traçou as ideias evolucionárias até Aristóteles; o texto que ele cita é um resumo de Aristóteles das ideias do filósofo grego Empédocles. Os primeiros Padres da Igreja cristã e estudiosos europeus medievais interpretavam a narrativa da criação do Gênesis de forma alegórica, e não como um relato histórico literal; organismos eram descritos por seu significado mitológico e heráldico, bem como por sua forma física. A natureza era amplamente considerada instável e caprichosa, e acreditava-se na geração espontânea de vida e que a união entre espécies resultava no nascimento de monstros.

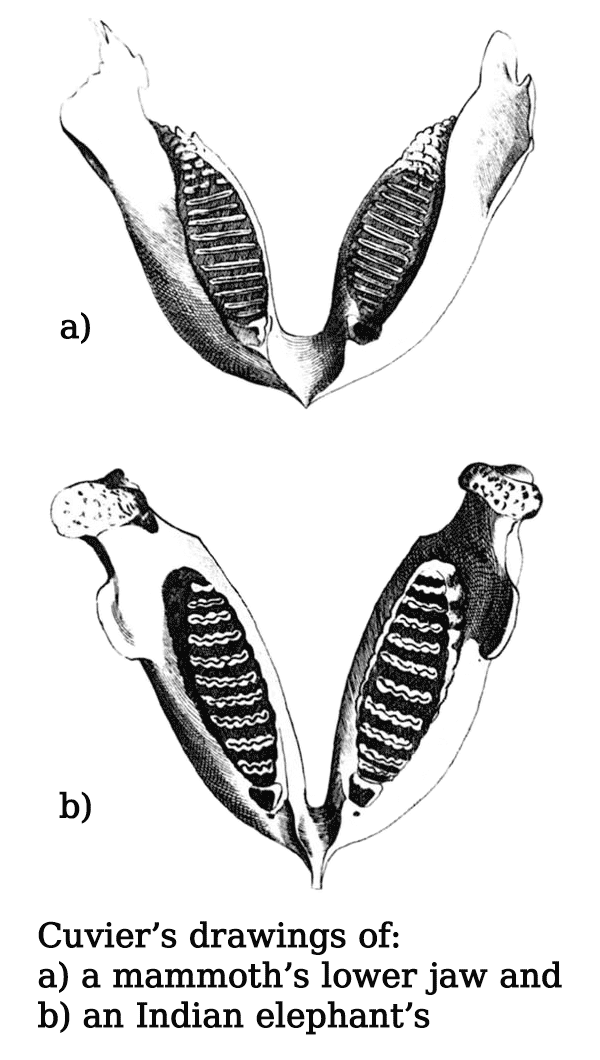
O artigo de Cuvier de 1799 sobre elefantes vivos e fósseis ajudou a estabelecer a realidade da extinção.

A Reforma Protestante inspirou uma interpretação literal da Bíblia, com conceitos de criação que conflitavam com as descobertas de uma ciência emergente que buscava explicações congruentes com o mecanicismo de René Descartes e o empirismo do método baconiano. Após a turbulência da Guerra Civil Inglesa, a Royal Society queria mostrar que a ciência não ameaçava a estabilidade religiosa e política. John Ray desenvolveu uma teologia natural de ordem racional que se mostrou influente; em sua taxonomia, as espécies eram estáticas e fixas, sua adaptação e complexidade projetadas por Deus, e as variedades apresentavam pequenas diferenças causadas pelas condições locais. No desígnio benevolente de Deus, os carnívoros causavam uma morte misericordiosamente rápida, mas o sofrimento causado pelo parasitismo era um problema intrigante. A classificação biológica introduzida por Carl Linnaeus em 1735 também via as espécies como fixadas de acordo com um "plano divino". Em 1766, Georges Buffon sugeriu que algumas espécies semelhantes, como cavalos e asnos, ou leões, tigres e leopardos, poderiam ser variedades descendentes de um ancestral comum. A cronologia de James Ussher, da década de 1650, calculara a criação em 4004 a.C., mas, na década de 1780, geólogos observaram que o mundo era muito mais antigo. Os wernerianos pensavam que os estratos eram depósitos de mares em declínio, mas James Hutton propôs um ciclo infinito que se auto-manteve, antecipando o uniformitarismo.
O avô de Charles Darwin, Erasmus Darwin, delineou uma hipótese de transmutação das espécies, na década de 1790, e Jean-Baptiste Lamarck publicou uma teoria mais desenvolvida, em 1809. Ambos imaginavam que a geração espontânea produzia formas de vida simples que desenvolviam progressivamente maior complexidade, adaptando-se ao ambiente por herdar mudanças nos adultos causadas pelo uso ou desuso. Esse processo foi mais tarde chamado de lamarckismo. Lamarck pensava que havia uma tendência progressiva inerente conduzindo os organismos continuamente em direção a uma complexidade maior, em linhagens paralelas, mas separadas, sem extinção. Geoffroy afirmou que o desenvolvimento embrionário recapitulava as transformações de organismos em eras passadas, quando o ambiente agia sobre os embriões, e que as estruturas dos animais eram determinadas por um plano constante, conforme demonstrado por homologias. Georges Cuvier contestou veementemente tais ideias, sustentando que espécies fixas não relacionadas mostravam semelhanças que refletiam um design para necessidades funcionais. Seu trabalho paleontológico na década de 1790 havia estabelecido a realidade da extinção, que ele explicou por catástrofes locais, seguido pelo repovoamento das áreas afetadas por outras espécies.
No Reino Unido, a Teologia Natural de William Paley viu a adaptação como evidência de um "design" benéfico do Criador agindo por meio de leis naturais. Todos os naturalistas nas duas universidades inglesas (Oxford e Cambridge) eram clérigos da Igreja da Inglaterra, e a ciência tornou-se uma busca por essas leis. Os geólogos adaptaram o catastrofismo para mostrar a aniquilação mundial repetida e a criação de novas espécies fixas adaptadas a um ambiente alterado, inicialmente identificando a catástrofe mais recente como o dilúvio bíblico. Alguns anatomistas, como Robert Grant, foram influenciados por Lamarck e Geoffroy, mas a maioria dos naturalistas considerava suas ideias de transmutação uma ameaça à ordem social divinamente designada.

### O início da teoria de Darwin
Darwin foi para a Universidade de Edimburgo em 1825 para estudar medicina. Em seu segundo ano, ele abandonou seus estudos de medicina de história natural e passou quatro meses auxiliando na pesquisa de Robert Grant sobre invertebrados marinhos. Grant revelou seu entusiasmo pela transmutação das espécies, mas Darwin o rejeitou. Começando em 1827 na Universidade de Cambridge, Darwin aprendeu ciências, como teologia natural, com o botânico John Stevens Henslow, sendo que leu obras de Paley, John Herschel e Alexander von Humboldt. Cheio de zelo pela ciência, ele estudou geologia catastrofista com Adam Sedgwick.

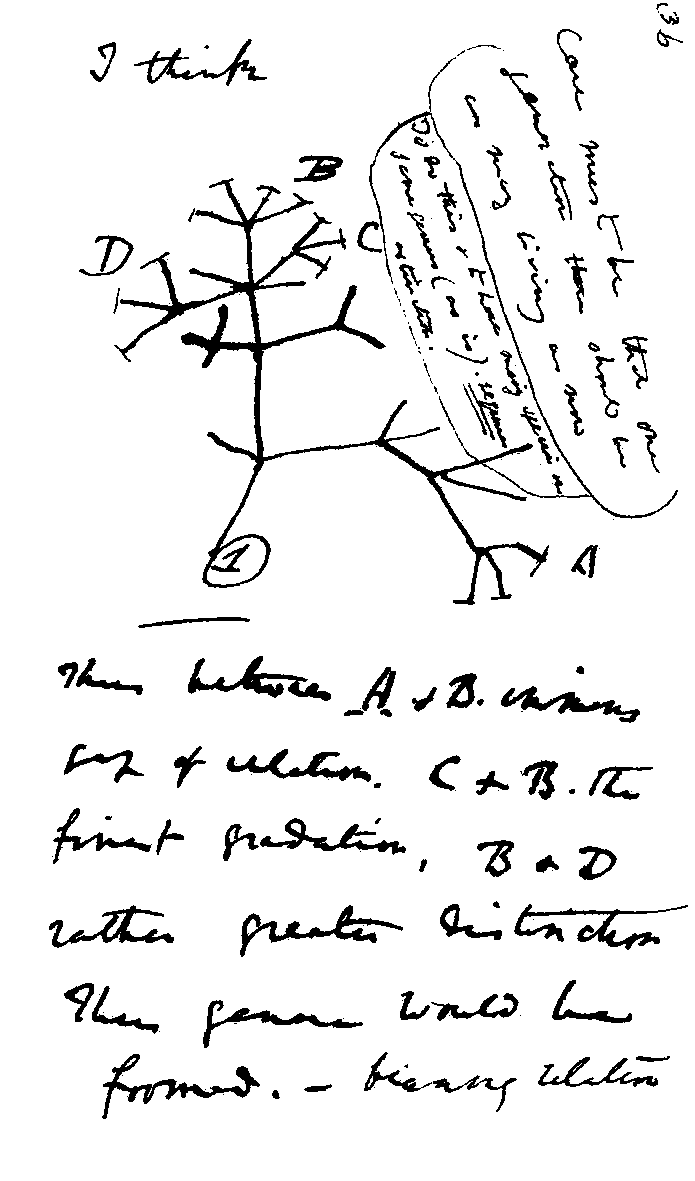
Em meados de julho de 1837, Darwin começou seu caderno "B" sobre Transmutação das Espécies e, na página 36, escreveu "Eu acho" acima de sua primeira árvore evolucionária.

Em dezembro de 1831, ele se juntou à expedição Beagle como um cavalheiro naturalista e geólogo. Ele leu os Princípios de Geologia de Charles Lyell e desde a primeira parada em terra, em Santiago, encontrou no uniformitarismo de Lyell uma chave para a história geológica das paisagens. Darwin descobriu fósseis que lembram enormes tatus e notou a distribuição geográfica das espécies modernas na esperança de encontrar seu "centro de criação". Os três missionários fueguinos que a expedição retornou à Terra do Fogo eram amigáveis e civilizados, mas para Darwin seus parentes na ilha pareciam "selvagens miseráveis e degradados", com o que ele passou a não ver mais uma lacuna intransponível entre humanos e animais. Quando o Beagle se aproximou da Inglaterra em 1836, ele observou que as espécies poderiam não ser fixas.
Richard Owen mostrou que os fósseis de espécies extintas que Darwin encontrou na América do Sul eram aliados de espécies vivas no mesmo continente. Em março de 1837, o ornitólogo John Gould anunciou que o nandu-de-darwin era uma espécie separada da ema anteriormente descrita (embora seus territórios se sobrepusessem), que os pássaros zombeteiros coletados nas Ilhas Galápagos representavam três espécies distintas, cada uma endêmica de uma determinada ilha, e que vários pássaros distintos dessas ilhas foram todos classificados como tentilhões. Darwin começou a especular, em uma série de cadernos, sobre a possibilidade de "uma espécie se transformar em outra" para explicar essas descobertas e, por volta de julho, esboçou uma ramificação genealógica de uma única árvore evolucionária, descartando as linhagens independentes de Lamarck que progrediam para formas superiores. De forma não convencional, Darwin fez perguntas a criadores de animais, bem como a cientistas estabelecidos. No zoológico, ele avistou um macaco pela primeira vez e ficou profundamente impressionado com a aparência humana do orangotango.
No final de setembro de 1838, ele começou a ler Um Ensaio sobre o Princípio da População, de Thomas Malthus, com seu argumento estatístico de que as populações humanas, se não restringidas, se reproduzem além de seus meios e lutam para sobreviver. Darwin relacionou isso à luta pela existência entre a vida selvagem e à "guerra das espécies" do botânico Augustin Pyrame de Candolle nas plantas; ele imediatamente imaginou "uma força como cem mil cunhas" empurrando variações bem adaptadas para "lacunas na economia da natureza", de modo que as sobreviventes transmitissem sua forma e habilidades e as variações desfavoráveis fossem destruídas. Em dezembro de 1838, ele notou uma semelhança entre o ato dos criadores ao selecionar características e uma natureza malthusiana, que seleciona entre as variantes lançadas por "acaso", de modo que "cada parte da estrutura recém-adquirida é totalmente prática e aperfeiçoada".
Darwin agora tinha a estrutura básica de sua teoria da seleção natural, mas estava totalmente ocupado com sua carreira de geólogo e evitou compilá-la até que seu livro The Structure and Distribution of Coral Reefs fosse concluído. Como lembrou em sua autobiografia, ele "finalmente conseguiu uma teoria com a qual trabalhar", mas foi somente em junho de 1842 que se permitiu "a satisfação de escrever um resumo muito breve de minha teoria a lápis".

### Desenvolvimento adicional
Darwin continuou a pesquisar e a revisar extensivamente sua teoria enquanto se concentrava em seu trabalho principal de publicação dos resultados científicos da viagem do Beagle. Ele escreveu provisoriamente sobre suas ideias a Lyell em janeiro de 1842; então, em junho, ele fez um "esboço a lápis" de 35 páginas de sua teoria. Darwin começou a correspondência sobre sua teorização com o botânico Joseph Dalton Hooker em janeiro de 1844 e, em julho, completou seu "esboço" como um "ensaio" de 230 páginas, a ser expandido com os resultados de sua pesquisa e publicado se ele morresse prematuramente.

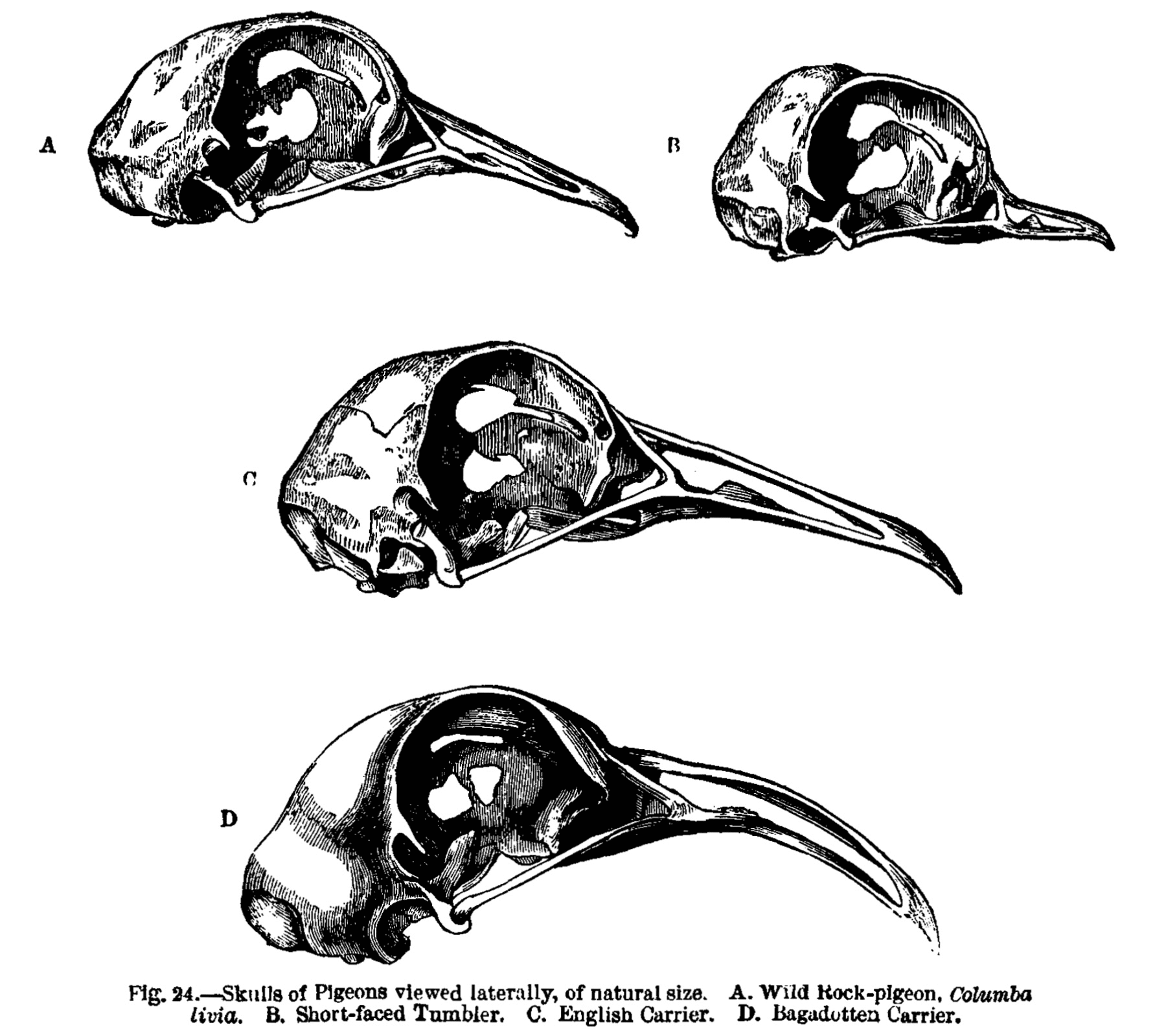
Darwin pesquisou como os crânios de diferentes raças de pombos variavam, conforme mostrado em sua Variação de Plantas e Animais Sob Domesticação de 1868

Em novembro de 1844, o livro de divulgação científica publicado anonimamente Vestiges of the Natural History of Creation, escrito pelo jornalista escocês Robert Chambers, ampliou o interesse público pelo conceito de transmutação de espécies. A obra usava evidências do registro fóssil e da embriologia para apoiar a alegação de que os seres vivos progrediram do simples para o mais complexo ao longo do tempo. Mas propôs uma progressão linear em vez da teoria da descendência comum ramificada por trás do trabalho em andamento de Darwin, e ignorou a adaptação. Darwin leu logo após a publicação e desprezou sua geologia e zoologia amadoras, mas ele revisou cuidadosamente seus próprios argumentos depois que cientistas importantes, incluindo Adam Sedgwick, atacaram sua moralidade e erros científicos. O livro teve influência significativa na opinião pública e o intenso debate ajudou a pavimentar o caminho para a aceitação da Origem, mais cientificamente sofisticada, movendo a especulação evolucionária para a corrente principal. Embora poucos naturalistas estivessem dispostos a considerar a transmutação, Herbert Spencer se tornou um defensor ativo do lamarckismo e do desenvolvimento progressivo na década de 1850.
Hooker foi persuadido a tirar uma cópia do "ensaio" em janeiro de 1847 e, por fim, enviou uma página de anotações dando a Darwin o retorno tão necessário. Lembrado de sua falta de conhecimento em taxonomia, Darwin iniciou um estudo de oito anos sobre cirrípedes, tornando-se o principal especialista em sua classificação. Usando sua teoria, ele descobriu homologias mostrando que partes do corpo ligeiramente alteradas serviam a funções diferentes para atender a novas condições, e ele encontrou um estágio intermediário na evolução de sexos distintos.
Os estudos dos cirrípedes por Darwin o convenceram de que a variação surgia constantemente e não apenas em resposta a mudanças nas circunstâncias. Em 1854, ele completou a última parte de seus escritos relacionados ao Beagle e começou a trabalhar em tempo integral na evolução. Ele agora percebeu que o padrão de ramificação da divergência evolutiva era explicado pela seleção natural trabalhando constantemente para melhorar a adaptação. Seu pensamento mudou a visão de que as espécies se formavam apenas em populações isoladas, como nas ilhas, para uma ênfase na especiação sem isolamento; isto é, ele via a crescente especialização em grandes populações estáveis como uma exploração contínua de novos nichos ecológicos. Ele conduziu uma pesquisa empírica com foco nas dificuldades com sua teoria. Ele estudou as distinções de desenvolvimento e de anatomia entre diferentes raças de muitos animais domésticos, envolveu-se ativamente na criação de pombos domésticos e experimentou (com a ajuda de seu filho Francis) maneiras como as sementes de plantas e os animais podem se dispersar pelos oceanos para colonizar ilhas distantes. Em 1856, sua teoria era muito mais sofisticada, com uma massa de evidências de apoio.

## Publicação

### Tempo gasto para publicar
Em sua autobiografia, Darwin disse que "ganhou muito com o atraso na publicação de cerca de 1839, quando a teoria foi claramente concebida, até 1859; e não perdi nada com isso". Na primeira página de seu livro de 1859, ele notou que, tendo começado a trabalhar no tema em 1837, ele havia feito "algumas notas curtas" após cinco anos, as ampliou em um esboço em 1844 e "a partir desse período até os dias de hoje, tenho buscado constantemente o mesmo objetivo".
Vários biógrafos propuseram que Darwin evitou ou adiou a divulgação de suas ideias por motivos pessoais. As razões sugeridas incluem o medo de perseguição religiosa ou desgraça social, caso suas opiniões fossem reveladas, e a preocupação em aborrecer seus amigos clérigos naturalistas ou sua esposa, Emma. A doença de Charles Darwin causou repetidos atrasos. Seu artigo sobre Glen Roy se provou embaraçosamente errado, e ele pode ter querido ter certeza de que estava certo. David Quammen sugeriu que todos esses fatores podem ter contribuído e observa a grande produção de livros de Darwin e a vida familiar ocupada dele naquela época.
Um estudo mais recente do historiador da ciência John van Wyhe determinou que a ideia de que Darwin atrasou a publicação data apenas da década de 1940, sendo que os contemporâneos de Darwin pensavam que o tempo que ele levou para produzir a obra foi razoável. Darwin sempre terminava um livro antes de começar outro. Enquanto estava pesquisando, ele contou a muitas pessoas sobre seu interesse na transmutação sem causar indignação. Ele tinha a firme intenção de publicar seus estudos, mas só em setembro de 1854 é que pôde trabalhar em tempo integral. Sua estimativa de 1846 de que escrever seu "grande livro" levaria cinco anos mostrou-se otimista.

### Eventos que levaram à publicação: manuscrito de "grande livro"

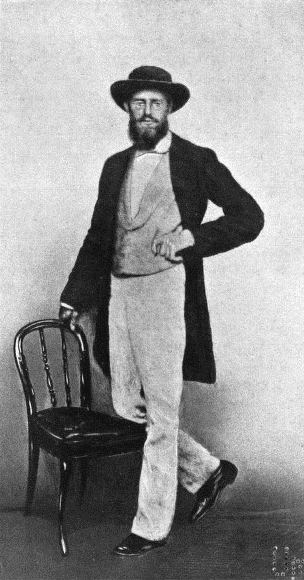
Uma fotografia de Alfred Russel Wallace (1823-1913) tirada em Singapura em 1862

Um artigo de 1855 sobre a "introdução" de espécies, escrito por Alfred Russel Wallace, afirmava que os padrões na distribuição geográfica de espécies vivas e fósseis poderiam ser explicados se cada nova espécie sempre viesse a existir perto de uma espécie já existente e intimamente relacionada. Charles Lyell reconheceu as implicações do artigo de Wallace e sua possível conexão com o trabalho de Darwin, embora o próprio Darwin não fizesse tal ligação, e em uma carta escrita em 1–2 de maio de 1856, Lyell pediu a Darwin que publicasse sua teoria para estabelecer a prioridade. Darwin estava dividido entre o desejo de apresentar um relato completo e convincente e a pressão para produzir rapidamente um pequeno artigo. Ele conheceu Lyell e, em correspondência com Joseph Dalton Hooker, afirmou que não queria expor suas ideias para revisão por um editor, como seria exigido para publicação em um jornal acadêmico. Ele começou um "esboço" do relato em 14 de maio de 1856 e, em julho, decidiu produzir um tratado técnico completo sobre as espécies como seu "grande livro" sobre Seleção Natural. Sua teoria, incluindo o princípio da divergência, foi concluída em 5 de setembro de 1857, quando ele enviou a Asa Gray um resumo breve, mas detalhado, de suas ideias.

### Publicação conjunta de artigos de Wallace e Darwin
Darwin estava trabalhando arduamente no manuscrito de seu "grande livro" sobre Seleção Natural, quando em 18 de junho de 1858 recebeu um pacote de Wallace, que ficou nas Ilhas Molucas (Ternate e Gilolo). Ele incluía vinte páginas descrevendo um mecanismo evolucionário, uma resposta ao recente encorajamento de Darwin, com um pedido para enviá-lo a Lyell se Darwin achasse que valeria a pena. O mecanismo era semelhante à própria teoria de Darwin, que escreveu a Lyell que "suas palavras se tornaram realidade com uma vingança, ... antecipada" e ele "é claro, imediatamente escreveria e se ofereceria para enviá-lo a qualquer jornal" que Wallace escolhesse, acrescentando que "toda a minha originalidade, seja ela qual for, será esmagada". Lyell e Hooker concordaram que uma publicação conjunta reunindo as páginas de Wallace com trechos do Ensaio de Darwin de 1844 e sua carta de 1857 para Gray deveria ser apresentada na Linnean Society e em 1º de julho de 1858, os artigos intitulados On the Tendency of Species to form Varieties; and on the Perpetuation of Varieties and Species by Natural Means of Selection, de Wallace e Darwin, respectivamente, foram lidos, mas geraram pouca reação. Embora Darwin considerasse a ideia de Wallace idêntica ao seu conceito de seleção natural, os historiadores apontaram diferenças. Darwin descreveu a seleção natural como sendo análoga à seleção artificial praticada por criadores de animais e enfatizou a competição entre indivíduos; Wallace não fez comparação com o melhoramento seletivo e se concentrou nas pressões ecológicas que mantinham as diferentes variedades adaptadas às condições locais. Alguns historiadores sugeriram que Wallace estava, na verdade, discutindo a seleção de grupo, em vez de uma seleção que aja de acordo com variações individuais.

### Resumo do livro
Logo após o encontro, Darwin decidiu escrever "um resumo de todo o meu trabalho" na forma de um ou mais artigos a serem publicados pela Linnean Society, mas estava preocupado sobre "como isso pode ser tornado científico para um jornal, sem dar os fatos, o que seria impossível". Ele perguntou a Hooker quantas páginas estariam disponíveis, mas "se os árbitros rejeitassem por não ser estritamente científico, eu o publicaria talvez como um panfleto". Ele começou seu "livro de resumo das espécies" em 20 de julho de 1858, enquanto estava de férias em Sandown, e escreveu partes dele de memória, enquanto enviava os manuscritos para seus amigos para verificação.
No início de outubro, ele começou a "esperar que meu resumo chegue a um pequeno volume, que terá de ser publicado separadamente". No mesmo período, ele continuou a coletar informações e a escrever grandes seções totalmente detalhadas do manuscrito para seu "grande livro" sobre as Espécies, a obra Seleção Natural.

### Murray como editor; escolha do título
Em meados de março de 1859, o resumo de Darwin atingiu o estágio em que ele pensava em uma publicação antecipada; Lyell sugeriu o editor John Murray e se encontrou com ele para saber se estaria disposto a publicar. Em 28 de março, Darwin escreveu a Lyell perguntando sobre o progresso, e se ofereceu para dar garantias de Murray "que meu livro não é mais não ortodoxo, o que o assunto torna inevitável". Ele anexou um rascunho da folha de rosto propondo An abstract of an Essay on the Origin of Species and Varieties Through natural selection, com o ano mostrado como "1859".
A resposta de Murray foi favorável, e um Darwin muito satisfeito disse a Lyell, em 30 de março, que ele "enviaria em breve um grande pacote de M.S., mas infelizmente não posso por uma semana, já que os três primeiros capítulos estão nas mãos de três copistas". Ele cedeu à objeção de Murray de colocar "abstract" no título, embora achasse que isso justificava a falta de referências, mas queria manter o termo "seleção natural" que era "constantemente usada em todos os trabalhos sobre reprodução" e esperava "mantê-la com explicação, mais ou menos assim ",— Through Natural Selection or the preservation of favoured races. Em 31 de março, Darwin escreveu a Murray em confirmação e listou os títulos dos 12 capítulos em andamento: ele havia redigido todos, exceto "XII. Recapitulação e conclusão". Murray respondeu imediatamente com um acordo para publicar o livro nos mesmos termos que publicou Lyell, sem nem mesmo ver o manuscrito: ele ofereceu a Darwin ⅔ dos lucros. Darwin prontamente aceitou, insistindo que Murray estaria livre para retirar a oferta se, depois de ler os manuscritos do capítulo, ele sentisse que a obra não venderia bem (eventualmente Murray pagou 180 libras esterlinas a Darwin pela primeira edição, sendo que, na época da morte de Darwin em 1882, o livro estava em sua sexta edição, rendendo a Darwin quase 3 000 libras).
Em 5 de abril, Darwin enviou a Murray os três primeiros capítulos e uma proposta para o título do livro. Um rascunho da página de título sugere On the Mutability of Species. Murray pediu cautelosamente a Whitwell Elwin que revisse os capítulos. Por sugestão de Lyell, Elwin recomendou que, em vez de "apresentar a teoria sem evidências", o livro deveria se concentrar em observações sobre pombos, declarando resumidamente como estes princípios gerais de Darwin ilustravam e preparavam o caminho para o trabalho maior esperado em breve: "todos estão interessados em pombos". Darwin respondeu que isso era impraticável: ele tinha apenas o último capítulo ainda para escrever. Em setembro, o título principal ainda incluía "An essay on the origin of species and varieties", mas Darwin agora propunha abandonar a palavra "variedades".
Com a persuasão de Murray, o título acabou sendo aceito como On the Origin of Species, com a página do título acrescentada by Means of Natural Selection, or the Preservation of Favoured Races in the Struggle for Life. Neste título estendido (e em outras partes do livro) Darwin usou o termo biológico "raças" intercambiavelmente com "variedades", significando variedades dentro de uma espécie. Ele usou o termo de forma ampla e, assim como as discussões sobre "as várias raças, por exemplo, do repolho" e "as variedades ou raças hereditárias de nossos animais e plantas domésticos", há três exemplos no livro onde a frase "raças de homem" é usada, referindo-se às raças dos humanos.

### Publicação e edições subsequentes
On the Origin of Species foi publicado pela primeira vez na quinta-feira, 24 de novembro de 1859, ao preço de quinze xelins, com uma primeira impressão de 1 250 cópias. O livro foi oferecido a livreiros na liquidação de outono de Murray na terça-feira, 22 de novembro, e todas as cópias disponíveis foram compradas imediatamente. No total, 1 250 cópias foram impressas, mas após deduzir as cópias de apresentação e revisão, e cinco delas para os direitos autorais do Stationers 'Hall, cerca de 1 170 cópias estavam disponíveis para venda. Significativamente, 500 exemplares foram levados pela biblioteca de Charles Edward Mudie, garantindo que o livro alcançasse prontamente um grande número de frequentadores do local. A segunda edição de 3 mil cópias foi rapidamente lançada em 7 de janeiro de 1860 e incorporou várias correções, bem como uma resposta às objeções religiosas pela adição de uma nova epígrafe na página ii, uma citação de Charles Kingsley e a frase "pelo Criador" adicionado à frase final. Durante a vida de Darwin, o livro passou por seis edições, com mudanças e revisões cumulativas para lidar com os contra-argumentos levantados. A terceira edição saiu em 1861, com uma série de sentenças reescritas ou adicionadas e um apêndice introdutório, An Historical Sketch of the Recent Progress of Opinion on the Origin of Species, enquanto a quarta, de 1866, teve outras revisões. A quinta edição, publicada em 10 de fevereiro de 1869, incorporou mais mudanças e pela primeira vez incluiu a frase "sobrevivência do mais apto", que havia sido cunhada pelo filósofo Herbert Spencer em seus Principles of Biology (1864).
Em janeiro de 1871, On the Genesis of Species, de George Jackson Mivart, listou argumentos detalhados contra a seleção natural e afirmou que incluía uma falsa metafísica. Darwin fez extensas revisões na sexta edição da Origin (esta foi a primeira edição em que ele usou a palavra "evolução", que costumava ser associada ao desenvolvimento embriológico, embora todas as edições concluíssem com a palavra "evoluído"), e adicionou um novo capítulo VII, Miscellaneous objections, para abordar os argumentos de Mivart.
A sexta edição foi publicada por Murray em 19 de fevereiro de 1872 como The Origin of Species, com "On" retirado do título. Darwin havia contado a Murray sobre os trabalhadores em Lancashire que se reuniam para comprar a quinta edição por 15 xelins e queria que ela se tornasse mais amplamente disponível; o preço foi então reduzido pela metade para 7 s 6 d ao ser impresso em uma fonte menor. Ele incluiu um glossário compilado por W.S. Dallas. As vendas de livros aumentaram de 60 para 250 por mês.

### Publicação fora do Reino Unido

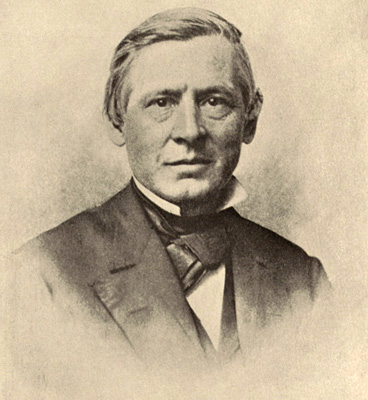
Botânico estadunidense Asa Gray (1810-1888)

Nos Estados Unidos, o botânico Asa Gray, colega estadunidense de Darwin, negociou com uma editora de Boston a publicação de uma versão norte-americana autorizada, mas soube que duas editoras de Nova York já planejavam explorar a ausência de direito autoral internacional para imprimir a obra. Darwin ficou encantado com a popularidade do livro e pediu a Gray que ficasse com todos os lucros. Gray conseguiu negociar um royalty de 5% com a Appleton's de Nova York, que lançou sua edição em meados de janeiro de 1860, enquanto as outras duas editoras se retiraram. Em uma carta de maio, Darwin mencionou uma tiragem de 2 500 cópias, mas não está claro se isso se referia à primeira impressão apenas porque havia quatro naquele ano.
O livro foi amplamente traduzido durante a vida de Darwin, mas surgiram problemas com a tradução de conceitos e metáforas, e algumas traduções foram influenciadas pela própria agenda do tradutor. Darwin distribuiu cópias de apresentação na França e na Alemanha, esperando que candidatos adequados fossem apresentados, já que se esperava que os tradutores fizessem seus próprios arranjos com um editor local. Ele deu as boas-vindas ao distinto naturalista e geólogo idoso Heinrich Georg Bronn, mas a tradução alemã publicada em 1860 impôs as próprias ideias de Bronn, acrescentando temas polêmicos que Darwin omitiu deliberadamente. Bronn traduziu "raças favorecidas" como "raças aperfeiçoadas", e acrescentou ensaios sobre questões incluindo a origem da vida, bem como um capítulo final sobre implicações religiosas parcialmente inspiradas pela adesão de Bronn à Naturphilosophie. Em 1862, Bronn produziu uma segunda edição baseada na terceira edição em inglês e nos acréscimos sugeridos por Darwin, mas morreu de ataque cardíaco. Darwin se correspondeu intimamente com Julius Victor Carus, que publicou uma tradução melhorada em 1867. As tentativas de Darwin de encontrar um tradutor na França fracassaram, e a tradução de Clémence Royer publicada em 1862 acrescentou uma introdução elogiando as ideias de Darwin como uma alternativa à revelação religiosa e promovendo ideias que antecipavam o darwinismo social e a eugenia, bem como várias notas explicativas que apresentavam respostas às dúvidas expressas por Darwin. O biólogo britânico então se correspondeu com Royer sobre uma segunda edição publicada em 1866 e uma terceira em 1870, mas ele teve dificuldade em fazer com as anotações fossem removidas e ficou preocupado com essas edições. Ele permaneceu insatisfeito até que uma tradução de Edmond Barbier foi publicada em 1876. Uma tradução holandesa de Tiberius Cornelis Winkler foi publicada em 1860. Em 1864, traduções adicionais apareceram em italiano e russo. Durante a vida de Darwin, Origin foi publicado em sueco em 1871, dinamarquês em 1872, polonês em 1873, húngaro em 1873-1874, espanhol em 1877 e sérvio em 1878. A primeira versão em português foi publicada pela Livraria Lello em 1917 por Joaquim Dá Mesquita Paul, com tradução realizada a partir da versão francesa de Edmond Barbier. Em 1977, Origin apareceu em 18 idiomas adicionais, incluindo o chinês por Ma Chün-wu, que acrescentou ideias não darwinianas; ele publicou as preliminares e os capítulos 1–5 em 1902–1904, e sua tradução completa em 1920.

## Conteúdo

### Páginas de título e introdução

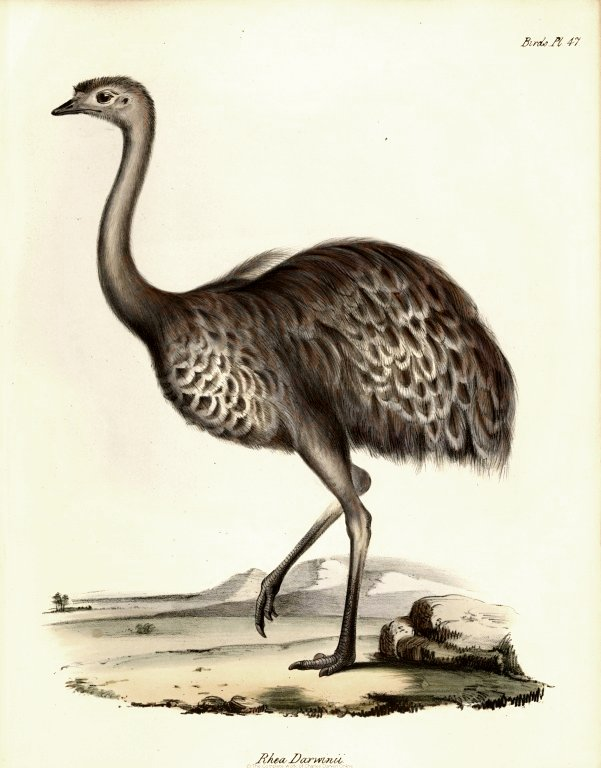
A ilustração de John Gould do nandu-de-darwin foi publicada em 1841. A existência de duas espécies de emas com intervalos sobrepostos influenciou Darwin.

A página II contém citações de William Whewell e Francis Bacon sobre a teologia das leis naturais, harmonizando ciência e religião de acordo com a crença de Isaac Newton em um Deus racional que estabeleceu um cosmos obediente às leis. Na segunda edição, Darwin acrescentou uma epígrafe de Joseph Butler afirmando que Deus poderia operar por meio de leis científicas tanto quanto por meio de milagres, em um aceno às preocupações religiosas de seus amigos mais antigos. A Introduction estabelece as credenciais de Darwin como naturalista e autor, então se refere à carta de John Herschel sugerindo que a origem das espécies "seria considerada natural em contraste com um processo milagroso":
A bordo do HMS Beagle, como naturalista, fiquei muito impressionado com certos fatos na distribuição dos habitantes da América do Sul e nas relações geológicas do presente com os antigos habitantes daquele continente. Esses fatos me pareceram lançar alguma luz sobre a origem das espécies - aquele mistério dos mistérios, como foi chamado por um de nossos maiores filósofos.

Darwin refere-se especificamente à distribuição das espécies de emas e à das tartaruga-das-galápagos e dos tordos-dos-remédios. Ele menciona seus anos de trabalho em sua teoria e a chegada de Wallace à mesma conclusão, o que o levou a "publicar este resumo" de sua obra incompleta. Ele descreve suas ideias e expõe a essência de sua teoria:
Como muitos mais indivíduos de cada espécie nascem do que podem sobreviver; e como, consequentemente, há uma luta frequentemente recorrente pela existência, segue-se que qualquer ser, se variar ligeiramente de alguma maneira lucrativa para si mesmo, sob as condições complexas e às vezes variáveis de vida, terá uma melhor chance de sobreviver, e, portanto, ser selecionado naturalmente. A partir do forte princípio da herança, qualquer variedade selecionada tenderá a propagar sua forma nova e modificada.
Começando com a terceira edição, Darwin prefaciou a introdução com um esboço do desenvolvimento histórico das ideias evolucionárias. Nesse esboço, ele reconheceu que Patrick Matthew, sem que Wallace ou ele próprio soubesse, antecipou o conceito de seleção natural em um apêndice de um livro publicado em 1831; na quarta edição, ele mencionou que William Charles Wells o havia feito já em 1813.

### Variação sob domesticação e sob natureza
O Capítulo I cobre a criação de animais e a de plantas, voltando ao Antigo Egito. Darwin discute as opiniões contemporâneas sobre as origens de diferentes raças cultivadas para argumentar que muitas foram produzidas a partir de ancestrais comuns por meio de reprodução seletiva. Como ilustração da seleção artificial, ele descreve a criação de pombos, observando que "[a] diversidade das raças é algo surpreendente", mas que todas descendiam de uma espécie de pombo-doméstico. Darwin viu dois tipos distintos de variação: (1) mudanças abruptas raras que ele chamou de "esportes" ou "monstruosidades" (exemplo: ovelha ancon com pernas curtas) e (2) pequenas diferenças onipresentes (exemplo: bico de pombos ligeiramente mais curto ou mais longo). Ambos os tipos de alterações hereditárias podem ser usados por criadores. No entanto, para Darwin, as pequenas mudanças foram mais importantes na evolução. Neste capítulo, Darwin expressa sua crença errônea de que a mudança ambiental é necessária para gerar variação.
No Capítulo II, Darwin especifica que a distinção entre espécies e variedades é arbitrária, com especialistas discordando e mudando suas decisões quando novas formas são encontradas. Ele conclui que "uma variedade bem marcada pode ser justamente chamada de espécie incipiente" e que "as espécies são apenas variedades fortemente marcadas e permanentes". Ele defende a onipresença da variação na natureza. Os historiadores notaram que os naturalistas estavam cientes de que os indivíduos de uma espécie diferiam uns dos outros, mas geralmente consideravam tais variações como desvios limitados e sem importância do arquétipo de cada espécie, sendo esse arquétipo um ideal fixo na mente de Deus. Darwin e Wallace tornaram a variação entre indivíduos da mesma espécie fundamental para a compreensão do mundo natural.

### Luta pela existência, seleção natural e divergência
No Capítulo III, Darwin pergunta como as variedades "que chamei de espécies incipientes" tornam-se espécies distintas e, em resposta, apresenta o conceito-chave que ele chama de "seleção natural"; na quinta edição, ele acrescenta: "Mas a expressão frequentemente usada pelo Sr. Herbert Spencer, da sobrevivência do mais apto, é mais precisa e às vezes é igualmente conveniente".
Devido a essa luta pela vida, qualquer variação, por menor que seja e de qualquer causa procedente, se for, em algum grau, lucrativa para um indivíduo de qualquer espécie, em suas relações infinitamente complexas com outros seres orgânicos e com a natureza externa, tenderá para a preservação desse indivíduo, e geralmente será herdada por seus descendentes. ... Chamei esse princípio, pelo qual cada variação ligeira, se útil, é preservada, pelo termo de Seleção Natural, a fim de marcar sua relação com o poder de seleção do homem.
Ele observa que tanto A. P. de Candolle quanto Charles Lyell afirmaram que todos os organismos estão expostos a competição severa. Darwin enfatiza que ele usou a frase "luta pela existência" em "um sentido amplo e metafórico, incluindo a dependência de um ser de outro"; ele dá exemplos que vão desde plantas que lutam contra a seca até plantas que competem pelos pássaros para comer seus frutos e disseminar suas sementes. Ele descreve a luta resultante do crescimento populacional: "É a doutrina de Malthus aplicada com força múltipla a todos os reinos animal e vegetal". Ele discute verificações para tal aumento, incluindo interdependências ecológicas complexas e observa que a competição é mais severa entre formas intimamente relacionadas "que ocupam quase o mesmo lugar na economia da natureza". O Capítulo IV detalha a seleção natural sob o título "infinitamente complexo e justo ... relações mútuas de todos os seres orgânicos entre si e com suas condições físicas de vida”. Darwin toma como exemplo um país onde uma mudança nas condições levou à extinção de algumas espécies, migração de outras e, onde ocorreram variações adequadas, descendentes de algumas espécies se adaptaram às novas condições. Ele observa que a seleção artificial praticada por criadores de animais frequentemente produziu divergências acentuadas de caráter entre as raças e sugere que a seleção natural pode fazer o mesmo, dizendo:
Mas como, pode-se perguntar, pode qualquer princípio análogo se aplicar na natureza? Eu acredito que pode e se aplica de forma mais eficiente, a partir da simples circunstância de que quanto mais diversificados os descendentes de qualquer espécie se tornem em estrutura, constituição e hábitos, tanto mais eles estarão mais capacitados para aproveitar muitos e amplamente diversificados lugares em a política da natureza, e assim ser capaz de aumentar em número.
Os historiadores observaram que aqui Darwin antecipou o conceito moderno de nicho ecológico. Ele não sugeriu que todas as variações favoráveis devessem ser selecionadas, nem que os animais favorecidos fossem melhores ou mais elevados, mas apenas mais adaptados ao ambiente.

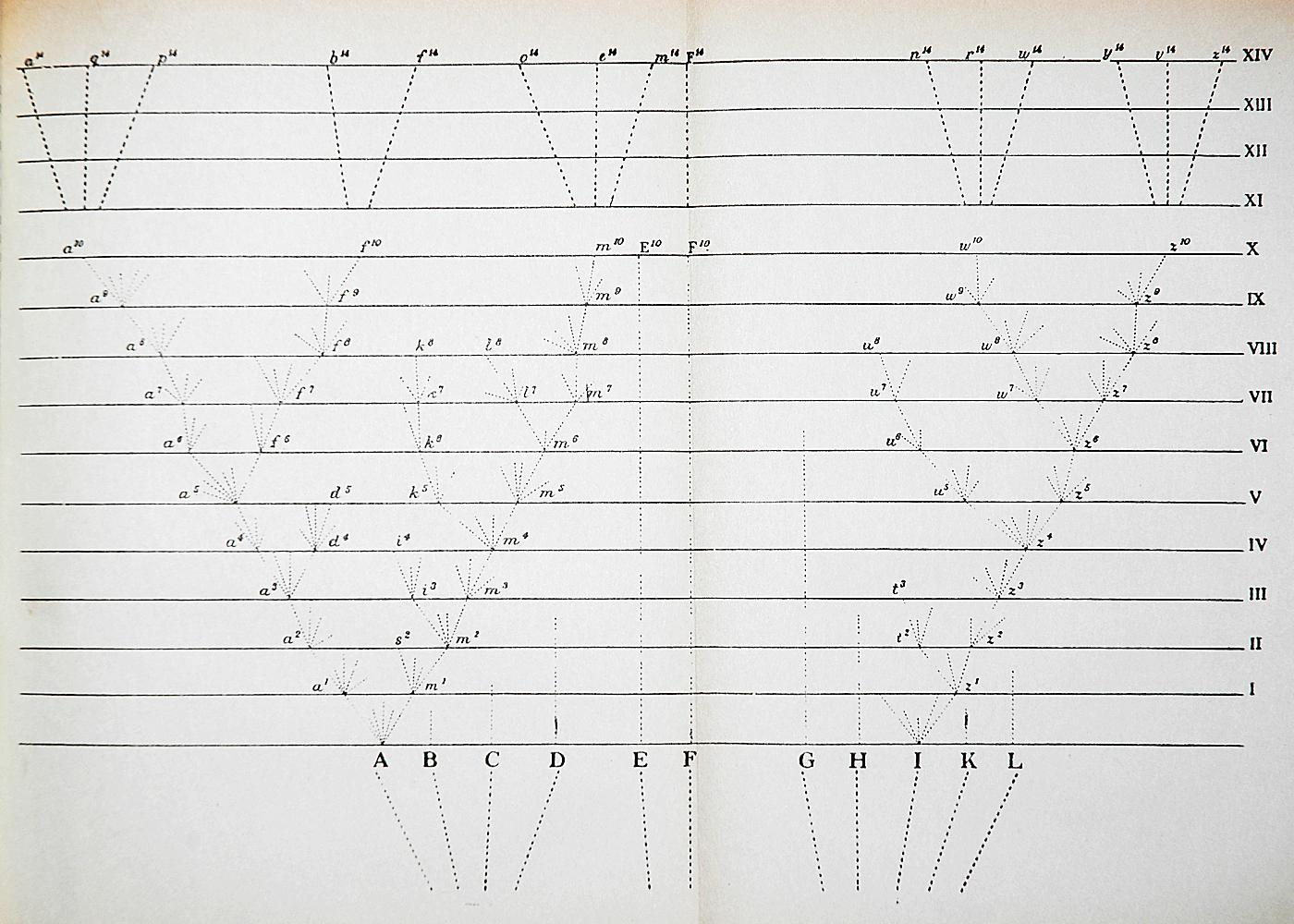
Este diagrama de árvore, usado para mostrar a divergência das espécies, é a única ilustração na Origem das Espécies

Darwin propõe a seleção sexual, impulsionada pela competição entre machos por parceiros, para explicar características sexualmente dimórficas, como crinas de leão, chifres de veado, caudas de pavão, canto de pássaros e a plumagem brilhante de alguns pássaros machos. Ele analisou a seleção sexual mais completamente em A Descendência do Homem e Seleção em Relação ao Sexo (1871). Esperava-se que a seleção natural trabalhasse muito lentamente na formação de novas espécies, mas dada a eficácia da seleção artificial, ele podia "ver nenhum limite para a quantidade de mudança, para a beleza e complexidade infinita das coadaptações entre todos os seres orgânicos, um com o outro e com suas condições físicas de vida, que podem ser efetuadas com o decorrer do tempo pelo poder de seleção da natureza”. Usando um diagrama de árvore e cálculos, ele indica a "divergência de caráter" das espécies originais em novas espécies e gêneros. Ele descreve os ramos caindo quando a extinção ocorreu, enquanto novos ramos se formaram na "grande árvore da vida ... com suas ramificações sempre ramificadas e lindas".

### Variação e hereditariedade
Na época de Darwin, não havia um modelo consensual de hereditariedade; no Capítulo I Darwin admitiu: "As leis que regem a herança são bastante desconhecidas". Ele aceitou uma versão da herança de características adquiridas (que depois da morte de Darwin passou a ser chamada de lamarckismo), e o Capítulo V discute o que ele chamou de efeitos do uso e desuso; ele escreveu que pensava que "não pode haver dúvida de que o uso em nossos animais domésticos fortalece e amplia certas partes, enquanto o desuso as diminui; e que tais modificações são herdadas", e que isso também se aplica na natureza. Darwin afirmou que algumas mudanças comumente atribuídas ao uso e desuso, como a perda de asas funcionais em alguns insetos que vivem em ilhas, podem ser produzidas pela seleção natural. Em edições posteriores de A Origem, Darwin expandiu o papel atribuído à herança de características adquiridas. Darwin também admitiu desconhecer a origem das variações hereditárias, mas especulou que poderiam ser produzidas por fatores ambientais. No entanto, uma coisa estava clara: qualquer que fosse a natureza exata e as causas das novas variações, Darwin sabia, por observação e experimento, que os criadores eram capazes de selecionar tais variações e produzir enormes diferenças após muitas gerações de seleção.
A reprodução de animais e plantas mostrou variedades relacionadas variando de maneiras semelhantes, ou tendendo a reverter a uma forma ancestral, e padrões semelhantes de variação em espécies distintas foram explicados por Darwin como exemplos da descendência comum. Ele contou como a égua do Lorde Morton aparentemente demonstrava telegonia, uma descendência que herdava características de um parceiro anterior da mãe dela, e aceitou este processo como um aumento da variação disponível para a seleção natural.
Mais detalhes foram dados no livro de Darwin de 1868 sobre A Variação de Animais e Plantas sob a Domesticação, que tentou explicar a hereditariedade por meio de sua hipótese de pangênese. Embora Darwin tivesse questionado em particular a herança da mistura, ele lutou com a dificuldade teórica de que novas variações individuais tenderiam a se fundir em uma população. No entanto, a variação herdada pode ser observada e o conceito de Darwin de seleção trabalhando em uma população com uma gama de pequenas variações era viável. Foi somente com a síntese evolucionária moderna nas décadas de 1930 e 1940 que um modelo de hereditariedade tornou-se completamente integrado a um modelo de variação. Esta síntese evolutiva moderna foi apelidada de "evolução neodarwiniana" porque engloba as teorias da evolução de Charles Darwin com as teorias de herança genética de Gregor Mendel.

### Dificuldades para a teoria
O Capítulo VI começa dizendo que os próximos três capítulos abordarão possíveis objeções à teoria, a primeira sendo que frequentemente nenhuma forma intermediária entre espécies intimamente relacionadas é encontrada, embora a teoria implique que tais formas devam ter existido. Como Darwin observou, "Em primeiro lugar, por que, se as espécies descendem de outras espécies por gradações insensivelmente sutis, não vemos em todos os lugares inúmeras formas de transição? Por que não está toda a natureza em confusão, em vez de as espécies serem, como as vemos, bem definidas?”. Darwin atribuiu isso à competição entre diferentes formas, combinada com o pequeno número de indivíduos de formas intermediárias, muitas vezes levando à extinção de tais formas.
Outra dificuldade, relacionada à primeira, é a ausência ou raridade de variedades transitórias ao longo do tempo. Darwin comentou que pela teoria da seleção natural "inúmeras formas de transição devem ter existido" e se perguntou "por que não as encontramos incrustadas em incontáveis números na crosta terrestre?". (Para uma discussão mais aprofundada dessas dificuldades, consulte Especiação#O dilema de Darwin: Por que as espécies existem? e Bernstein et al. e Michod.)

O capítulo então trata se a seleção natural poderia produzir estruturas especializadas complexas e os comportamentos para usá-las, quando seria difícil imaginar como as formas intermediárias poderiam ser funcionais. Darwin disse:
Em segundo lugar, é possível que um animal tendo, por exemplo, a estrutura e os hábitos de um morcego, pudesse ter sido formado pela modificação de algum animal com hábitos totalmente diferentes? Podemos acreditar que a seleção natural poderia produzir, por um lado, órgãos de importância insignificante, como a cauda de uma girafa, que funciona como uma batidinha de mosca, e, por outro lado, órgãos de estrutura tão maravilhosa, como o olho, do qual ainda não entendemos totalmente sua perfeição inimitável?
Sua resposta foi que, em muitos casos, os animais existem com estruturas intermediárias que são funcionais. Ele apresentou esquilos voadores e lêmures voadores como exemplos de como os morcegos podem ter evoluído de ancestrais não voadores. Ele discutiu vários olhos simples encontrados em invertebrados, começando com nada mais do que um nervo óptico revestido de pigmento, como exemplos de como o olho dos vertebrados poderia ter evoluído. Darwin conclui: "Se pudesse ser demonstrado que qualquer órgão complexo existiu, o qual não poderia ter sido formado por numerosas, sucessivas e ligeiras modificações, minha teoria seria totalmente destruída. Mas não consigo descobrir tal caso". Em uma seção sobre "órgãos de pouca importância aparente", Darwin discute a dificuldade de explicar várias características aparentemente triviais, sem função adaptativa evidente e descreve algumas possibilidades, como a correlação com características úteis. Ele aceita que "somos profundamente ignorantes das causas que produzem variações leves e sem importância" que distinguem as raças de animais domesticados e as "raças" humanas. Ele sugere que a seleção sexual pode explicar essas variações:
Eu poderia ter alegado com esse mesmo propósito as diferenças entre as raças do homem, que são tão fortemente marcadas; Posso acrescentar que um pouco de luz pode aparentemente ser lançada sobre a origem dessas diferenças, principalmente por meio da seleção sexual de um tipo particular, mas sem entrar aqui em muitos detalhes, meu raciocínio pareceria frívolo.
O Capítulo VII (da primeira edição) aborda a evolução dos instintos. Seus exemplos incluíam dois que ele havia investigado experimentalmente: formigas esclavagistas e a construção de células hexagonais por abelhas. Darwin observou que algumas espécies de formigas esclavagistas eram mais dependentes de escravos do que outras, e ele observou que muitas espécies de formigas coletam e armazenam pupas de outras espécies como alimento. Ele achava razoável que espécies com extrema dependência de trabalhadores escravos tivessem evoluído em etapas graduais. Ele sugeriu que as abelhas que fazem células hexagonais evoluíram em etapas a partir das abelhas que faziam células redondas, sob pressão da seleção natural para economizar cera. Darwin concluiu:
Finalmente, pode não ser uma dedução lógica, mas para minha imaginação é muito mais satisfatório olhar para instintos como o jovem cuco expulsando seus irmãos adotivos, - escravos - as larvas de ichneumonidaes alimentando-se de corpos vivos de lagartas - não como instintos especialmente dotados ou criados, mas como pequenas consequências de uma lei geral, levando ao avanço de todos os seres orgânicos, a saber, multiplicar, variar, deixar o mais forte viver e o mais fraco morrer.
O Capítulo VIII aborda a ideia de que as espécies tinham características especiais que impediam os híbridos de serem férteis para preservar as espécies criadas separadamente. Darwin disse que, longe de ser constante, a dificuldade de produção de híbridos de espécies relacionadas e a viabilidade e fertilidade dos híbridos variam muito, principalmente entre as plantas. Às vezes, aquelas que eram amplamente consideradas espécies separadas produziam descendentes híbridos férteis livremente e, em outros casos, as que eram consideradas meras variedades da mesma espécie só podiam ser cruzadas com dificuldade. Darwin concluiu: "Finalmente, então, os fatos brevemente apresentados neste capítulo não me parecem opostos, mas até mesmo para apoiar a visão de que não há distinção fundamental entre espécies e variedades".
Na sexta edição, Darwin inseriu o novo Capítulo VII (renumerando os capítulos subsequentes) para responder às críticas das edições anteriores, incluindo a objeção de que muitas características dos organismos não eram adaptativas e não poderiam ter sido produzidas pela seleção natural. Ele disse que algumas dessas características poderiam ter sido subprodutos de mudanças adaptativas para outras características e que, muitas vezes, as características pareciam não adaptativas porque sua função era desconhecida, como mostrado em seu livro sobre Fertilização de Orquídeas, que explica como suas estruturas elaboradas facilitam a polinização por insetos. Grande parte do capítulo responde às críticas de George Jackson Mivart, incluindo sua afirmação de que características como filtros de barbatanas em baleias, peixes chatos com os dois olhos de um lado e a camuflagem de bichos-pau não poderiam ter evoluído por meio da seleção natural porque os estágios intermediários não foram adaptáveis. Darwin propôs cenários para a evolução incremental de cada recurso.

### Registro geológico
O Capítulo IX trata do fato de que o registro geológico parece mostrar formas de vida surgindo repentinamente, sem os inúmeros fósseis de transição esperados de mudanças graduais. Darwin pegou emprestado o argumento de Charles Lyell em Princípios de Geologia de que o registro é extremamente imperfeito, visto que a fossilização é uma ocorrência muito rara, espalhada por vastos períodos de tempo; uma vez que poucas áreas foram geologicamente exploradas, só poderia haver conhecimento fragmentário das formações geológicas e as coleções de fósseis eram muito pobres. Variedades locais evoluídas que migraram para uma área mais ampla parecem ser o aparecimento repentino de uma nova espécie. Darwin não esperava ser capaz de reconstruir a história evolutiva, mas as descobertas contínuas deram-lhe uma esperança bem fundada de que novas descobertas revelariam ocasionalmente formas de transição. Para mostrar que houve tempo suficiente para a seleção natural funcionar lentamente, ele citou o exemplo de Bacia de Weald, na Grã-Bretanha, conforme discutido em Princípios da Geologia junto com outras observações de Hugh Miller, James Smith de Jordanhill e Andrew Ramsay. Combinando isso com uma estimativa das taxas recentes de sedimentação e erosão, Darwin calculou que a erosão em Weald levou cerca de 300 milhões de anos. O aparecimento inicial de grupos inteiros de organismos bem desenvolvidos nas mais antigas camadas contendo fósseis, agora conhecidas como "Explosão Cambriana", representou um problema. Darwin não tinha dúvidas de que os mares anteriores fervilhavam de criaturas vivas, mas afirmou que não tinha uma explicação satisfatória para a falta de fósseis. Desde então, evidências fósseis de vida pré-cambriana foram encontradas, estendendo a história da vida por bilhões de anos.
O Capítulo X examina se os padrões no registro fóssil são mais bem explicados pela descendência comum e evolução ramificada por meio da seleção natural, do que pela criação individual de espécies fixas. Darwin esperava que as espécies mudassem lentamente, mas não na mesma taxa - alguns organismos como a Lingula permaneceram inalterados desde os primeiros fósseis. O ritmo da seleção natural, portanto, dependeria da variabilidade e das mudanças no ambiente. Isso distanciou sua teoria das leis lamarquianas do progresso inevitável. Tem sido argumentado que isso antecipou a hipótese do equilíbrio pontuado, mas outros estudiosos preferiram enfatizar o compromisso de Darwin com o gradualismo. Ele citou as descobertas de Richard Owen de que os primeiros membros de uma classe eram algumas espécies simples e generalizadas com características intermediárias entre as formas modernas e eram seguidas por formas cada vez mais diversificadas e especializadas, correspondendo à ramificação da descendência comum de um ancestral. Os padrões de extinção combinavam com sua teoria, sendo que grupos específicos de espécies existiam continuamente até a extinção, não reaparecendo a partir de então. As espécies recentemente extintas eram mais semelhantes às espécies vivas do que as de eras anteriores e, como ele vira na América do Sul e William Clift havia demonstrado na Austrália, os fósseis de períodos geológicos recentes se assemelhavam a espécies que ainda viviam na mesma área.

### Distribuição geográfica
O Capítulo XI trata das evidências da biogeografia, começando com a observação de que as diferenças na flora e na fauna de regiões separadas não podem ser explicadas apenas pelas diferenças ambientais; América do Sul, África e Austrália têm regiões com climas semelhantes em latitudes semelhantes, mas essas regiões têm plantas e animais muito diferentes. As espécies encontradas em uma área de um continente estão mais estreitamente relacionadas com espécies encontradas em outras regiões desse mesmo continente do que com espécies encontradas em outros continentes. Darwin observou que as barreiras à migração desempenharam um papel importante nas diferenças entre as espécies de diferentes regiões. A vida marinha costeira dos lados do Atlântico e do Pacífico da América Central quase não tinha espécies em comum, embora o istmo do Panamá tivesse apenas alguns quilômetros de largura. Sua explicação foi uma combinação de migração e descendência com modificação. Ele prosseguiu dizendo: "Com base neste princípio de herança com modificação, podemos entender como é que seções de gêneros, gêneros inteiros e até famílias estão confinados às mesmas áreas, como é tão comum e notoriamente o caso". Darwin explicou como uma ilha vulcânica formada a algumas centenas de quilômetros de um continente pode ser colonizada por algumas espécies daquele continente. Essas espécies seriam modificadas com o tempo, mas ainda estariam relacionadas às espécies encontradas no continente, sendo que Darwin observou que esse era um padrão comum. Ele discutiu maneiras pelas quais as espécies poderiam se dispersar pelos oceanos para colonizar ilhas, muitas das quais ele havia investigado experimentalmente.

O Capítulo XII continua a discussão da biogeografia. Após uma breve discussão sobre as espécies de água doce, ele retorna às ilhas oceânicas e suas peculiaridades; por exemplo, em algumas ilhas os papéis desempenhados por mamíferos nos continentes eram desempenhados por outros animais, como pássaros que não voam ou répteis. O resumo de ambos os capítulos diz:
... Acho que todos os grandes fatos principais da distribuição geográfica são explicáveis na teoria da migração (geralmente das formas de vida mais dominantes), juntamente com a modificação subsequente e a multiplicação de novas formas. Podemos assim compreender a grande importância das barreiras, sejam terrestres ou aquáticas, que separam as nossas várias províncias zoológicas e botânicas. Podemos assim compreender a localização de subgêneros, gêneros e famílias; e como é que em diferentes latitudes, por exemplo na América do Sul, os habitantes das planícies e montanhas, das florestas, pântanos e desertos, estão de uma maneira tão misteriosa unidos por afinidade e, da mesma forma, ligados aos extintos seres que anteriormente habitavam o mesmo continente ... Com base nesses mesmos princípios, podemos entender, como me esforcei para mostrar, por que as ilhas oceânicas deveriam ter poucos habitantes, mas destes um grande número deveria ser endêmico ou peculiar; ...

### Classificação, morfologia, embriologia, órgãos rudimentares
O Capítulo XIII começa observando que a classificação depende das espécies serem agrupadas em uma Taxonomia, um sistema multinível de grupos e subgrupos com base em vários graus de semelhança. Depois de discutir questões de classificação, Darwin conclui:
Todas as regras anteriores e ajudas e dificuldades na classificação são explicadas, se eu não me enganar muito, na visão de que o sistema natural é fundado na descendência com modificação; que os caracteres que os naturalistas consideram como uma afinidade verdadeira entre quaisquer duas ou mais espécies, são aqueles que foram herdados de um pai comum, e, até agora, toda classificação verdadeira é genealógica; essa comunidade de descendência é o vínculo oculto que os naturalistas têm buscado inconscientemente, ...
Darwin discute a morfologia, incluindo a importância das estruturas homólogas. Ele diz: "O que pode ser mais curioso do que a mão de um homem, formada para agarrar, a de uma toupeira para cavar, a perna do cavalo, o remo da toninha e a asa do morcego, todas construídas no mesmo padrão e com os mesmos ossos nas mesmas posições relativas?" Isso não fazia sentido sob as doutrinas da criação independente de espécies, como até Richard Owen havia admitido, mas a "explicação se manifesta na teoria da seleção natural de pequenas modificações sucessivas", mostrando descendência comum. Ele observa que animais da mesma classe costumam ter embriões extremamente semelhantes. Darwin discute órgãos rudimentares, como as asas de pássaros que não voam e os rudimentos da pélvis e dos ossos das pernas encontrados em algumas cobras. Ele observa que alguns órgãos rudimentares, como os dentes das baleias de barbatanas, são encontrados apenas em estágios embrionários. Esses fatores também apoiaram sua teoria da descendência com modificações.

### Considerações finais
O capítulo final, "Recapitulação e conclusão", analisa os pontos dos capítulos anteriores e Darwin conclui esperando que sua teoria possa produzir mudanças revolucionárias em muitos campos da história natural. Ele sugere que a psicologia será colocada em um novo fundamento e implica a relevância de sua teoria para o primeiro aparecimento da humanidade com a fraseː "Luz será lançada sobre a origem do homem e sua história". Darwin termina com uma passagem que se tornou bem conhecida e muito citada:
É interessante contemplar uma margem emaranhada, revestida de muitas plantas de vários tipos, com pássaros cantando nos arbustos, com vários insetos voando e com vermes rastejando pela terra úmida, e refletir que essas formas elaboradamente construídas, tão diferentes umas das outras, e dependentes uma das outras de uma maneira tão complexa, foram todas produzidas por leis que atuam ao nosso redor ... Assim, da guerra da natureza, da fome e da morte, segue-se diretamente o objeto mais exaltado que somos capazes de conceber, a saber, a produção dos animais superiores. Há grandeza nessa visão da vida, com seus vários poderes, tendo sido originalmente soprada em algumas formas ou em uma; e que, enquanto este planeta continua girando de acordo com a lei fixa da gravidade, de um início tão simples as formas infinitas mais belas e maravilhosas foram, e estão sendo, evoluídas.
Darwin adicionou a frase "pelo Criador" da segunda edição de 1860 em diante, de modo que a frase final começaː "Há grandeza nesta visão da vida, com seus vários poderes, tendo sido originalmente soprada pelo Criador em algumas formas ou em uma".

## Estrutura, estilo e temas

### Natureza e estrutura do argumento de Darwin
Os objetivos de Darwin eram duplos: mostrar que as espécies não foram criadas separadamente e mostrar que a seleção natural é o principal agente de mudança. Ele sabia que seus leitores já estavam familiarizados com o conceito de transmutação de espécies apresentado em Vestiges e que sua introdução falha em fornecer um mecanismo viável. Portanto, os primeiros quatro capítulos expõem seu caso de que a seleção na natureza, causada pela luta pela existência, é análoga à seleção de variações sob domesticação, e que o acúmulo de variações adaptativas fornece um mecanismo cientificamente testável para a especiação evolutiva.
Os capítulos posteriores fornecem evidências de que a evolução ocorreu, apoiando a ideia de uma evolução adaptativa e ramificada, sem provar diretamente que a seleção é o mecanismo pelo qual ela ocorre. Darwin apresenta fatos de apoio extraídos de muitas disciplinas, mostrando que sua teoria poderia explicar uma miríade de observações de muitos campos da história natural que eram inexplicáveis sob o conceito alternativo de que as espécies foram criadas individualmente. A estrutura do argumento de Darwin mostrou a influência de John Herschel, cuja filosofia da ciência sustentava que um mecanismo poderia ser chamado de vera causa (causa verdadeira) se três coisas pudessem ser demonstradas: sua existência na natureza, sua capacidade de produzir os efeitos de interesse e sua capacidade de explicar uma ampla gama de observações.
A revisão do The Examiner de 3 de dezembro de 1859 comentou: "Muito do volume do Sr. Darwin é o que os leitores comuns chamariam de 'leitura difícil'; ou seja, compreender requer atenção concentrada e alguma preparação para a tarefa. No entanto, essa descrição não é apropriada, visto que muitas partes do livro são abundantes em informações fáceis de compreender, instrutivas e divertidas".
Embora o livro pudesse ser lido o suficiente para ser vendido, sua aridez garantiu que fosse visto como destinado a cientistas especializados e que não poderia ser descartado como mero jornalismo ou ficção imaginativa. Ao contrário do ainda popular Vestiges, em A Origem das Espécies ele evitou o estilo narrativo do romance histórico e a especulação cosmológica, embora a frase final claramente sugerisse uma progressão cósmica. Darwin há muito estava imerso nas formas e práticas literárias da ciência especializada e fez uso eficaz de suas habilidades para estruturar argumentos. David Quammen descreveu o livro como escrito em linguagem cotidiana para um grande público, mas observou que o estilo literário de Darwin era desigual: em alguns lugares ele usou frases complicadas que são difíceis de ler, enquanto em outros lugares sua escrita era bonita. Quammen informou que as edições posteriores foram enfraquecidas pelas concessões que Darwin fez e pela adição de detalhes para abordar seus críticos, e recomendou a primeira edição da obra. James T. Costa disse que, como o livro foi um resumo produzido às pressas em resposta ao ensaio de Wallace, era mais acessível do que o grande livro sobre seleção natural em que Darwin estava trabalhando, que teria sido obstruído por notas de rodapé acadêmicas e muito mais técnicas detalhe. Ele acrescentou que algumas partes de Origem são densas, mas outras partes são quase líricas, sendo que os estudos de caso e observações são apresentados em um estilo narrativo incomum em livros científicos sérios, o que ampliou seu público.

### Evolução humana
De seus primeiros cadernos de transmutação no final da década de 1830 em diante, Darwin considerou a evolução humana como parte dos processos naturais que ele estava investigando e rejeitou a ideia de "intervenção divina". Em 1856, seu "grande livro sobre as espécies" intitulado Seleção Natural incluiria uma "nota sobre o Homem", mas quando Wallace perguntou em dezembro de 1857, Darwin respondeu; "Você pergunta se devo discutir o 'homem';—acho que devo evitar todo o assunto, já que está cercado de preconceitos, embora admita plenamente que é o problema mais elevado e mais interessante para o naturalista". Em 28 de março de 1859, com o manuscrito do livro em andamento, Darwin escreveu a Lyell oferecendo ao editor John Murray garantias de "que eu não discuto a origem do homem".

No capítulo final de Origem, "Recapitulação e Conclusão", Darwin destaca brevemente as implicações humanas de sua teoria:
“Em um futuro distante vejo campos abertos para pesquisas muito mais importantes. A psicologia se baseará em um novo fundamento, o da aquisição necessária de cada poder e capacidade mental por gradação. A luz será lançada sobre a origem do homem e sua história."
Discutindo isso em janeiro de 1860, Darwin assegurou a Lyell que "pela frase [luz será lançada sobre a origem do homem e sua história], mostro que acredito que o homem está na mesma situação que outros animais. Muitos escritores modernos viram esta frase como a única referência de Darwin aos humanos no livro; Janet Browne o descreve como sua única discussão sobre as origens humanas, enquanto observa que o livro faz outras referências à humanidade.
Algumas outras declarações do livro são silenciosamente eficazes em apontar a implicação de que os humanos são simplesmente outra espécie, evoluindo através dos mesmos processos e princípios que afetam outros organismos. Por exemplo, no Capítulo III: "Luta pela Existência", Darwin inclui "homem de reprodução lenta" entre outros exemplos de crescimento populacional malthusiano. Em suas discussões sobre morfologia, Darwin compara e comenta estruturas ósseas homólogas entre humanos e outros mamíferos.
Os primeiros cadernos de notas de Darwin discutiram como características não adaptativas podem ser selecionadas quando animais ou humanos escolhem parceiros, com "raças" de humanos divergindo sobre ideias de beleza. Em suas notas de 1856 em resposta a The Races of Man: A Fragment, de Robert Knox, ele chamou esse efeito de seleção sexual. Ele acrescentou notas sobre seleção sexual a seu "grande livro sobre as espécies" e, em meados de 1857, acrescentou um título de seção "Teoria aplicada às raças do homem", mas não acrescentou texto sobre este tópico.
Em Origem, Capítulo VI: "Dificuldades de Teoria", Darwin menciona isso no contexto de "variações leves e sem importância":
Eu poderia ter alegado com esse mesmo propósito as diferenças entre as raças do homem, que são tão fortemente marcadas; Posso acrescentar que um pouco de luz pode aparentemente ser lançada sobre a origem dessas diferenças, principalmente por meio da seleção sexual de um tipo particular, mas sem entrar aqui em muitos detalhes, meu raciocínio pareceria frívolo."
Quando Darwin publicou A Descendência do Homem e Seleção em Relação ao Sexo doze anos depois, ele disse que não havia entrado em detalhes sobre a evolução humana na Origem, pois pensava que isso "apenas aumentaria os preconceitos contra meus pontos de vista". Ele não havia evitado completamente o tópico:
Pareceu-me suficiente indicar, na primeira edição de minha 'Origem das Espécies', que por meio dessa obra 'luz seria lançada sobre a origem do homem e sua história'; e isso implica que o homem deve ser incluído com outros seres orgânicos em qualquer conclusão geral a respeito de sua maneira de aparecer nesta terra.

## Recepção

Na década de 1870, as caricaturas britânicas de Darwin com corpo de macaco não humano contribuíram para a identificação do "evolucionismo" com o darwinismo.

O livro despertou interesse internacional e um amplo debate, sem uma linha nítida entre as questões científicas e as implicações ideológicas, sociais e religiosas da obra. Muito da reação inicial foi hostil, em grande parte porque muito poucos revisores realmente entenderam sua teoria, mas Darwin teve que ser levado a sério como um nome proeminente e respeitado na ciência. Samuel Wilberforce escreveu uma crítica na Quarterly Review em 1860 onde discordou do 'argumento' de Darwin. Houve muito menos controvérsia do que com a publicação Vestiges of Creation em 1844, que foi rejeitada pelos cientistas, mas influenciou um amplo público leitor a acreditar que a natureza e a sociedade humana eram governadas por leis naturais. A Origem das Espécies, como livro de amplo interesse geral, tornou-se associado a ideias de reforma social. Seus proponentes fizeram pleno uso de um aumento na publicação de revistas de revisão e recebeu mais atenção popular do que quase qualquer outro trabalho científico, embora não tenha conseguido igualar as vendas contínuas de Vestiges. O livro de Darwin legitimou a discussão científica dos mecanismos evolucionários e o termo recém-cunhado darwinismo foi usado para cobrir toda a gama do evolucionismo, não apenas suas próprias ideias. Em meados da década de 1870, o evolucionismo estava triunfante.
Embora Darwin tenha sido um tanto tímido sobre as origens humanas, não identificando nenhuma conclusão explícita sobre o assunto em seu livro, ele deu dicas suficientes sobre a ancestralidade animal dos humanos para que a inferência fosse feita e a primeira revisão alegou isso ao propagar a falsa ideia de "homens vindos dos macacos" de Vestiges. A evolução humana tornou-se central para o debate e foi fortemente argumentada por Huxley, que a apresentou em suas populares "palestras dos trabalhadores". Darwin não publicou suas próprias opiniões sobre isso até 1871.
O naturalismo da seleção natural entrava em conflito com as presunções de propósito na natureza e, embora isso pudesse ser reconciliado pela evolução teísta, outros mecanismos que implicam mais progresso ou propósito eram mais aceitáveis. Herbert Spencer já havia incorporado o lamarquismo em sua filosofia popular de sociedade humana de livre mercado progressiva. Ele popularizou os termos evolução e sobrevivência do mais apto, sendo que muitos pensaram que Spencer era fundamental para o pensamento evolucionário.

### Impacto na comunidade científica
Os leitores científicos já estavam cientes dos argumentos de que as espécies mudavam por meio de processos sujeitos às leis da natureza, mas as ideias transmutacionais de Lamarck e a vaga "lei do desenvolvimento" de Vestiges não haviam encontrado apoio científico. Darwin apresentou a seleção natural como um mecanismo cientificamente testável, embora aceitasse que outros mecanismos, como a herança de caracteres adquiridos, também eram possíveis. Sua estratégia estabeleceu que a evolução por meio de leis naturais era digna de estudo científico e, em 1875, a maioria dos cientistas aceitava que a evolução ocorria, mas poucos pensavam que a seleção natural era significativa. O método científico de Darwin também foi contestado, com seus proponentes favorecendo o empirismo de Sistema de Lógica Dedutiva e Indutiva de John Stuart Mill, enquanto os oponentes defendiam a escola idealista de Philosophy of the Inductive Sciences de William Whewell, em que a investigação poderia começar com a ideia intuitiva de que as espécies eram objetos fixos criados através de um projeto pré-concebido. O apoio inicial para as ideias de Darwin veio das descobertas de naturalistas de campo que estudavam biogeografia e ecologia, incluindo Joseph Dalton Hooker em 1860 e Asa Gray em 1862. Henry Walter Bates apresentou uma pesquisa em 1861 que explicava o mimetismo de insetos usando a seleção natural. Alfred Russel Wallace discutiu evidências de sua pesquisa sobre o arquipélago malaio, incluindo um artigo de 1864 com uma explicação evolucionária para a linha de Wallace.

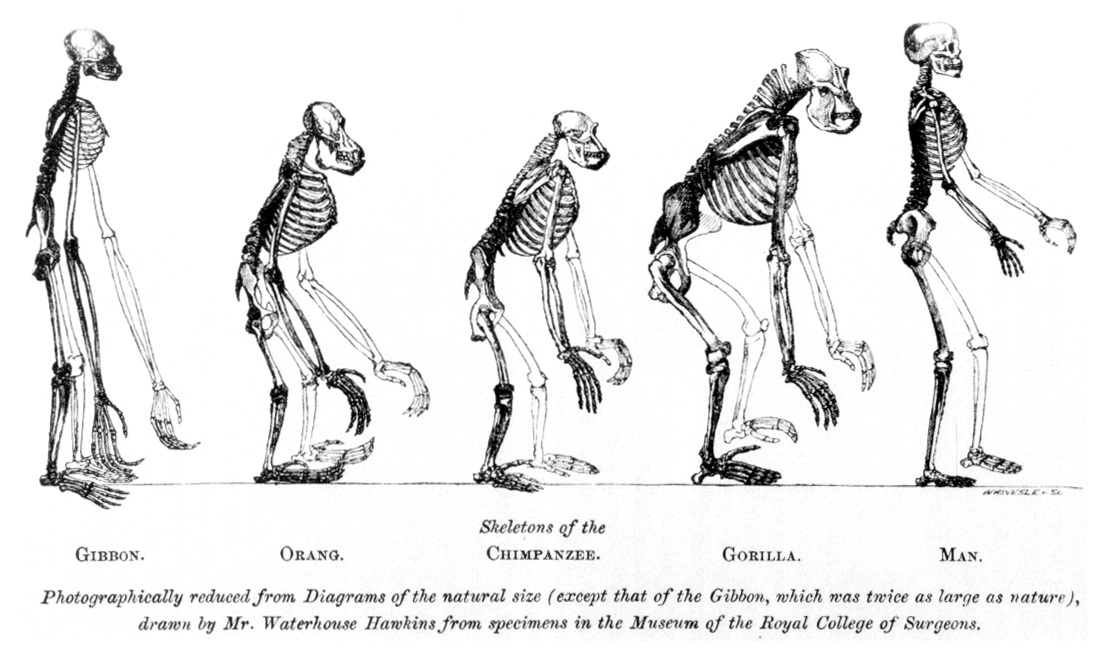
Huxley usou ilustrações para mostrar que humanos e macacos tinham a mesma estrutura esquelética básica.

A evolução teve aplicações menos óbvias em anatomia e morfologia e, a princípio, teve pouco impacto na pesquisa do anatomista Thomas Henry Huxley. Apesar disso, Huxley apoiou fortemente Darwin na evolução; embora ele tenha convocado experimentos para mostrar se a seleção natural poderia formar novas espécies e questionado se o gradualismo de Darwin era suficiente sem saltos repentinos para causar especiação. Huxley queria que a ciência fosse secular, sem interferência religiosa, e seu artigo na Westminster Review de abril de 1860 promoveu o naturalismo científico sobre a teologia natural, elogiando Darwin por "estender o domínio da ciência sobre regiões de pensamento nas quais ela, por enquanto, dificilmente penetrou" e cunhou o termo "darwinismo" como parte de seus esforços para secularizar e profissionalizar a ciência. Huxley ganhou influência e iniciou o X Club, que usava a revista Nature para promover a evolução e o naturalismo, moldando muito da ciência do final da era vitoriana. Mais tarde, o morfologista alemão Ernst Haeckel convenceria Huxley de que a anatomia comparada e a paleontologia poderiam ser usadas para reconstruir genealogias evolutivas.
O principal naturalista britânico era o anatomista Richard Owen, um idealista que mudou para a visão, na década de 1850, de que a história da vida era o desdobramento gradual de um plano divino. A revisão de Owen da Origem no Edinburgh Review de abril de 1860 atacou Huxley, Hooker e Darwin amargamente, mas também sinalizou a aceitação de um tipo de evolução como um plano teleológico em um contínuo "devir ordenado", com novas espécies aparecendo por nascimento natural. Outros que rejeitaram a seleção natural, mas apoiaram a "criação por nascimento", incluíam o duque de Argyll, que explicou a beleza da plumagem por design. Desde 1858, Huxley enfatizou semelhanças anatômicas entre macacos e humanos, contestando a visão de Owen de que os humanos eram uma subclasse separada. Seu desacordo sobre as origens humanas veio à tona na reunião da Associação Britânica para o Avanço da Ciência, apresentando o lendário debate sobre a evolução em Oxford em 1860. Em dois anos de acirrada disputa pública que Charles Kingsley satirizou como a "Grande Questão do Hipocampo" e parodiou em The Water-Babies como o "grande teste do hipopótamo", Huxley mostrou que Owen estava incorreto ao afirmar que os cérebros dos macacos careciam de uma estrutura presente nos cérebros humanos. Outros, incluindo Charles Lyell e Alfred Russel Wallace, pensaram que os humanos compartilhavam um ancestral comum com os macacos, mas as faculdades mentais superiores não poderiam ter evoluído por meio de um processo puramente material. Darwin publicou sua própria explicação em A Descendência do Homem (1871).

#### Impacto fora da Grã-Bretanha

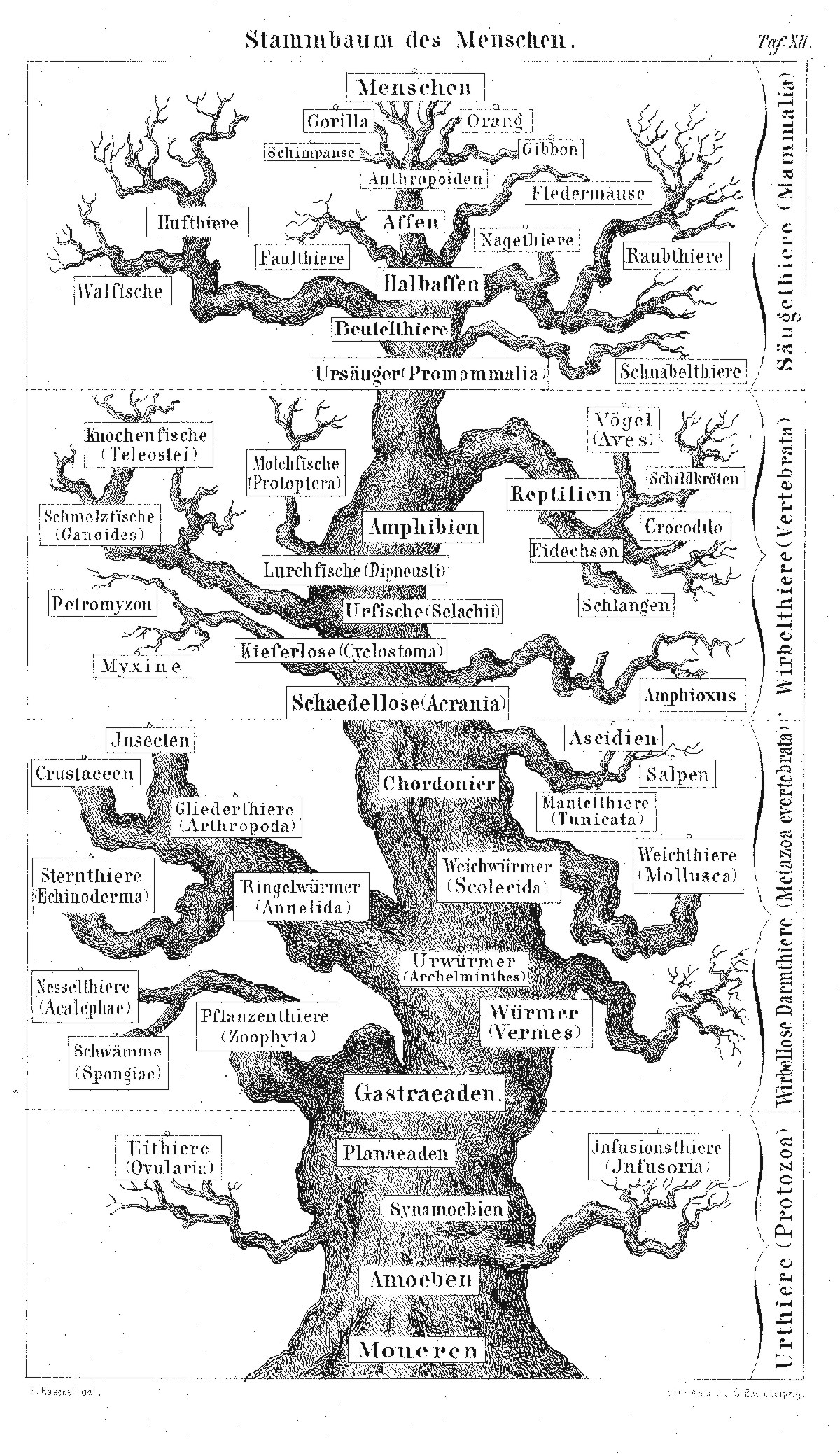
Haeckel apresentou um "tronco" principal que conduz à humanidade com ramos secundários a vários animais, ao contrário da árvore evolutiva ramificada de Darwin.

Ideias evolucionárias, embora não a seleção natural, foram aceitas por biólogos alemães acostumados com ideias de homologia na morfologia da Metamorfose das Plantas de Goethe e de sua longa tradição de anatomia comparativa. As alterações de Bronn em sua tradução para o alemão aumentaram as dúvidas dos conservadores, mas entusiasmaram os radicais políticos. Ernst Haeckel foi particularmente ardoroso, com o objetivo de sintetizar as ideias de Darwin com as de Lamarck e Goethe enquanto ainda refletia o espírito da Naturphilosophie. Seu ambicioso programa para reconstruir a história evolutiva da vida foi acompanhado por Huxley e apoiado por descobertas na paleontologia. Haeckel usou a embriologia extensivamente em sua teoria da recapitulação, que incorporou um modelo progressivo, quase linear de evolução. Darwin era cauteloso com essas histórias e já havia notado que as leis da embriologia de von Baer apoiavam sua ideia de ramificação complexa.
Asa Gray promoveu e defendeu a Origem contra aqueles naturalistas norte-americanos com uma abordagem idealista, notadamente Louis Agassiz, que via cada espécie como uma unidade fixa distinta na mente do Criador, classificando como "espécie" o que os outros consideravam meramente variedades. Edward Drinker Cope e Alpheus Hyatt reconciliaram essa visão com o evolucionismo em uma forma de neo-lamarckismo envolvendo a teoria da recapitulação.
Naturalistas de língua francesa em vários países mostraram apreciação pela tradução francesa muito modificada de Clémence Royer, mas as ideias de Darwin tiveram pouco impacto na França, onde qualquer cientista que apoiava conceitos evolucionistas optou por uma forma de lamarckismo. A intelectualidade na Rússia havia aceitado o fenômeno geral da evolução por vários anos antes de Darwin publicar sua teoria e os cientistas foram rápidos em levá-lo em consideração, embora os aspectos malthusianos fossem considerados relativamente sem importância. A economia política da luta foi criticada como um estereótipo britânico por Karl Marx e por Leo Tolstoy, que fez com que o personagem Levin em seu romance Anna Karenina expressasse críticas severas à moralidade dos pontos de vista de Darwin.

#### Desafios para a seleção natural
Havia sérias objeções científicas ao processo de seleção natural como o mecanismo-chave da evolução, incluindo a insistência de Karl von Nägeli de que uma característica trivial sem vantagem adaptativa não poderia ser desenvolvida pela seleção. Darwin admitiu que eles podem estar ligados a características adaptativas. Sua estimativa de que a idade da Terra permitia uma evolução gradual foi contestada por William Thomson (mais tarde agraciado com o título de Lord Kelvin), que calculou que havia esfriado em menos de 100 milhões de anos. Darwin aceitou a herança combinada, mas Fleeming Jenkin calculou que, por misturar características, a seleção natural não poderia acumular características úteis. Darwin tentou atender a essas objeções na quinta edição. Mivart apoiou a evolução dirigida e compilou objeções científicas e religiosas à seleção natural. Em resposta, Darwin fez mudanças consideráveis na sexta edição. Os problemas da idade da Terra e da hereditariedade só foram resolvidos no século XX.
Em meados da década de 1870, a maioria dos cientistas aceitou a evolução, mas relegou a seleção natural a um papel menor, pois acreditavam que a evolução era proposital e progressiva. A gama de teorias evolucionárias durante "o eclipse do darwinismo" incluiu formas de "saltacionismo" em que novas espécies eram pensadas para surgir através de "saltos" em vez de adaptação gradual, formas de ortogênese alegando que as espécies tinham uma tendência inerente de mudar em uma determinada direção e formas de neolamarquismo em que a herança de características adquiridas levava ao progresso. A visão minoritária de August Weismann, de que a seleção natural era o único mecanismo, era chamada neodarwinismo. Achava-se que a redescoberta da herança mendeliana invalidava os pontos de vista de Darwin.

### Impacto nos debates econômicos e políticos
Enquanto alguns, como Spencer, usaram a analogia da seleção natural como um argumento contra a intervenção do governo na economia para beneficiar os pobres, outros, incluindo Alfred Russel Wallace, argumentaram que era necessária uma ação para corrigir as desigualdades sociais e econômicas para nivelar o campo de jogo antes do natural a seleção poderia melhorar ainda mais a humanidade. Alguns comentários políticos, incluindo Physics and Politics (1872), de Walter Bagehot, tentaram estender a ideia de seleção natural à competição entre nações e entre raças humanas. Essas ideias foram incorporadas ao que já era um esforço contínuo de alguns pesquisadores da antropologia para fornecer evidências científicas da superioridade dos caucasianos sobre as raças não brancas e justificar o imperialismo europeu. Os historiadores escrevem que a maioria desses comentaristas políticos e econômicos tinha apenas uma compreensão superficial da teoria científica de Darwin e foram tão fortemente influenciados por outros conceitos sobre progresso e evolução social, como as ideias lamarquianas de Spencer e Haeckel, quanto pelo trabalho de Darwin, que se opunha ao uso de suas ideias para justificar a agressão militar e práticas de negócios antiéticas, pois ele acreditava que a moralidade fazia parte da aptidão dos humanos, e se opôs ao poligenismo, a ideia de que "raças" humanas eram fundamentalmente distintas e não compartilhavam uma ancestralidade comum recente.

### Atitudes religiosas
O livro produziu uma ampla gama de respostas religiosas em uma época de mudanças de ideias e crescente secularização. As questões levantadas eram complexas e havia um meio-termo amplo. Os desenvolvimentos na geologia significaram que havia pouca oposição com base na leitura literal de Gênesis, mas a defesa do argumento teleológico e da teologia natural foi central para os debates sobre o livro no mundo de língua inglesa.

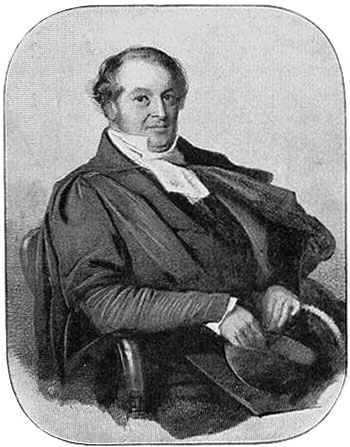
O teólogo liberal Baden Powell defendeu as ideias evolucionistas argumentando que a introdução de novas espécies deveria ser considerada um processo natural e não milagroso.

A teologia natural não era uma doutrina unificada e, embora alguns, como Louis Agassiz, se opusessem fortemente às ideias do livro, outros buscavam uma reconciliação em que a evolução fosse vista como proposital. Na Igreja da Inglaterra, alguns clérigos liberais interpretaram a seleção natural como um instrumento do desígnio de Deus, com o clérigo Charles Kingsley vendo-a como "uma concepção tão nobre da Divindade". Na segunda edição de janeiro de 1860, Darwin citou Kingsley como "um célebre clérigo" e acrescentou "pelo Criador" à frase final, que a partir de então passou a ler "a vida, com seus vários poderes, tendo sido originalmente respirada pelo Criador em algumas formas ou em uma". Enquanto alguns comentaristas tomaram isso como uma concessão à religião da qual Darwin mais tarde se arrependeu, a visão de Darwin na época era de Deus criando vida por meio das leis da natureza e mesmo na primeira edição, há vários referências à "criação".
Baden Powell elogiou "o volume magistral do Sr. Darwin [apoiando] o grande princípio dos poderes auto-evolutivos da natureza". Nos Estados Unidos, Asa Gray argumentou que a evolução é o efeito secundário, ou modus operandi, da causa primeira, o design, e publicou um panfleto defendendo o livro em termos de evolução teística, Seleção Natural não é inconsistente com a Teologia Natural. A evolução teísta tornou-se um meio-termo popular, e George Jackson Mivart estava entre aqueles que aceitavam a evolução, mas atacavam o mecanismo naturalista de Darwin. Por fim, percebeu-se que a intervenção sobrenatural não poderia ser uma explicação científica e os mecanismos naturalistas, como o neolamarquismo, foram favorecidos em relação à seleção natural por serem mais compatíveis com o propósito.
Mesmo que o livro não explicitasse as crenças de Darwin sobre as origens humanas, ele deu uma série de dicas sobre a ancestralidade animal dos humanos e rapidamente se tornou central para o debate, já que qualidades mentais e morais eram vistas como aspectos espirituais da alma imaterial, e acreditava-se que os animais não tinham qualidades espirituais. Este conflito poderia ser reconciliado supondo que houve alguma intervenção sobrenatural no caminho que conduziu aos humanos, ou interpretando a evolução como uma ascensão proposital e progressiva à posição da humanidade à frente da natureza. Enquanto muitos teólogos conservadores aceitaram a evolução, Charles Hodge argumentou em sua crítica de 1874 "O que é darwinismo?" que o "darwinismo", definido estritamente como incluindo a rejeição do design, era "ateísmo", embora ele aceitasse que Asa Gray não rejeitava o design. Asa Gray respondeu que esta acusação deturpou o texto de Darwin. No início do século XX, quatro notáveis autores de The Fundamentals estavam explicitamente abertos à possibilidade de que Deus criou através da evolução, mas o fundamentalismo inspirou a controvérsia criação-evolução estadunidense que começou na década de 1920. Alguns escritores católicos romanos conservadores e jesuítas influentes se opuseram à evolução no final do século XIX e início do século XX, mas outros escritores católicos, começando com Mivart, apontaram que os primeiros Padres da Igreja não interpretavam o Gênesis literalmente nesta área. O Vaticano declarou sua posição oficial em uma encíclica papal de 1950, que sustentava que a evolução não era inconsistente com o ensino católico.

## Influência moderna

Uma árvore filogenética moderna baseada na análise do genoma mostra o sistema de três domínios.

Vários mecanismos evolutivos alternativos favorecidos durante "o eclipse do darwinismo" tornaram-se insustentáveis à medida que mais se aprendia sobre herança e mutação. O significado total da seleção natural foi finalmente aceito nas décadas de 1930 e 1940 como parte da síntese evolucionária moderna. Durante essa síntese, biólogos e estatísticos, incluindo R. A. Fisher, Sewall Wright e J. B. S. Haldane, mesclaram a seleção darwiniana com uma compreensão estatística da genética mendeliana.
A teoria da evolução moderna continua a se desenvolver. A teoria da evolução de Darwin por seleção natural, com seu modelo semelhante a uma árvore de descendência comum ramificada, tornou-se a teoria unificadora das ciências da vida. A teoria explica a diversidade dos organismos vivos e sua adaptação ao meio ambiente. Faz sentido, com base no registro geológico, na biogeografia, em paralelos no desenvolvimento embrionário, homologias biológicas, vestigialidade, cladística, filogenética e outros campos, com o poder explicativo incomparável; também se tornou essencial para as ciências aplicadas, como medicina e agricultura. Apesar do consenso científico, uma controvérsia política baseada na religião se desenvolveu sobre como a evolução é ensinada nas escolas, especialmente nos Estados Unidos.
O interesse pelos escritos de Darwin continua e os estudiosos geraram uma extensa literatura, a Indústria de Darwin, sobre sua vida e obra. O próprio texto da Origem foi sujeito a muitas análises, incluindo um variorum, detalhando as mudanças feitas em cada edição, publicada pela primeira vez em 1959, e uma concordância, um índice externo exaustivo publicado em 1981. As comemorações mundiais do 150º aniversário da publicação de A Origem das Espécies e do bicentenário do nascimento de Darwin estavam programadas para 2009. Eles celebraram as ideias que "nos últimos 150 anos revolucionaram nossa compreensão da natureza e nosso lugar nela".
Em uma pesquisa realizada por um grupo de livreiros, editores e bibliotecários acadêmicos antes da Semana do Livro Acadêmico no Reino Unido, A Origem das Espécies foi eleito o livro acadêmico mais influente já escrito. Foi saudado como "a demonstração suprema de por que os livros acadêmicos são importantes" e como "um livro mudou a maneira como pensamos sobre tudo".

### Trabalhos citados
- Barlow, Nora, ed. (1963), «Darwin's Ornithological Notes», Bulletin of the British Museum (Natural History) Historical Series, 2 (7), pp. 201–278, consultado em 10 de junho de 2009
- Bowler, Peter J. (1989), The Mendelian Revolution: The Emergence of Hereditarian Concepts in Modern Science and Society, ISBN 0-485-11375-9, Baltimore: Johns Hopkins University Press, PMC 2589185
- Bowler, Peter J (1996), Charles Darwin : the man and his influence, ISBN 0-521-56668-1, Cambridge University Press
- Bowler, Peter J. (2003), Evolution: The History of an Idea, ISBN 0-520-23693-9 3ª ed. , University of California Press
- Bowler, Peter J. (2013), Darwin Deleted: Imagining a World without Darwin, ISBN 978-0-226-00984-1, The University of Chicago Press
- Browne, E. Janet (1995), Charles Darwin: Vol. 1 Voyaging, ISBN 1-84413-314-1, Londres: Jonathan Cape
- Browne, E. Janet (2002), Charles Darwin: Vol. 2 The Power of Place, ISBN 0-7126-6837-3, Londres: Jonathan Cape
- Crawford, J. (1859), «(Review of) On the Origin of Species», The Examiner: 722–723. Published anonymously.
- Darwin, Charles (1845), Journal of Researches into the Natural History and Geology of the Countries Visited During the Voyage of HMS Beagle Round the World, Under the Command of Captain Fitz Roy, R.N. 2ª ed. , London: John Murray, consultado em 22 de abril de 2009
- Darwin, Charles (1859), On the Origin of Species by Means of Natural Selection, or the Preservation of Favoured Races in the Struggle for Life 1ª ed. , Londres: John Murray, consultado em 1 de março de 2011
- Darwin, Charles (1860), On the Origin of Species by Means of Natural Selection, or the Preservation of Favoured Races in the Struggle for Life 2ª ed. , Londres: John Murray, consultado em 9 de janeiro de 2009
- Darwin, Charles (1861), On the Origin of Species by Means of Natural Selection, or the Preservation of Favoured Races in the Struggle for Life 3ª ed. , Londres: John Murray, consultado em 9 de janeiro de 2009
- Darwin, Charles (1866), On the Origin of Species by Means of Natural Selection, or the Preservation of Favoured Races in the Struggle for Life 4ª ed. , Londres: John Murray, consultado em 22 de fevereiro de 2009
- Darwin, Charles (1869), On the Origin of Species by Means of Natural Selection, or the Preservation of Favoured Races in the Struggle for Life 5ª ed. , Londres: John Murray, consultado em 22 de fevereiro de 2009
- Darwin, Charles (1871), The Descent of Man, and Selection in Relation to Sex 1ª ed. , London: John Murray, consultado em 29 de abril de 2009
- Darwin, Charles (1872), The Origin of Species by Means of Natural Selection, or the Preservation of Favoured Races in the Struggle for Life 6ª ed. , Londres: John Murray, consultado em 9 de janeiro de 2009
- Darwin, Charles (1874), The Descent of Man, and Selection in Relation to Sex 2ª ed. , London: John Murray, consultado em 8 de janeiro de 2017
- Darwin, Charles (1958),  Barlow, Nora, ed., The Autobiography of Charles Darwin 1809–1882. With the Original Omissions Restored. Edited and with Appendix and Notes by his Granddaughter Nora Barlow, Londres: Collins, consultado em 9 de janeiro de 2009
- Darwin, Charles (2006), «Journal», in:  van Wyhe, John, Darwin's personal 'Journal' (1809–1881), Darwin Online, CUL-DAR158.1–76, consultado em 7 de setembro de 2010
- Darwin, Charles; Costa, James T. (2009), The Annotated Origin: A Facsimile of the First Edition of On the Origin of Species Annotated by James T. Costa, ISBN 978-0-674-03281-1, Cambridge, Massachusetts, and London, England: Belknap Press of Harvard University Press
- Desmond, Adrian (1989), The Politics of Evolution: Morphology, Medicine, and Reform in Radical London, ISBN 0-226-14374-0, Chicago: University of Chicago Press
- Desmond, Adrian; Moore, James (1991), Darwin, ISBN 0-7181-3430-3, Londres: Michael Joseph, Penguin Group
- Desmond, Adrian; Moore, James (2009), Darwin's sacred cause : race, slavery and the quest for human origins, ISBN 978-1-84614-035-8, Londres: Allen Lane
- Dewey, John (1994), «The Influence of Darwinism on Philosophy», in:  Martin Gardner, Great Essays in Science, ISBN 0-87975-853-8, Prometheus Books
- Eldredge, Niles (2006), «Confessions of a Darwinist», The Virginia Quarterly Review (Spring 2006), pp. 32–53, consultado em 4 de novembro de 2008
- Forster, Roger; Marston, Dr Paul (1999), «Genesis Through History», Reason Science and Faith, ISBN 1-85424-441-8 Ivy Cottage: E-Books ed. , Chester, England: Monarch Books
- Freeman, Richard B. (1977), «On the Origin of Species», The Works of Charles Darwin: An Annotated Bibliographical Handlist, ISBN 0-7129-0740-8 2ª ed. , Folkestone, England: Dawson
- Herbert, Sandra, ed. (1980), «The Red Notebook of Charles Darwin», Bulletin of the British Museum (Natural History), Historical Series, 7: 1–164 Also available here
- Hodge, Charles (1874), What is Darwinism?, Scribner Armstrong, consultado em 14 de janeiro de 2007
- Huxley, Julian; Kettlewell, H.B.D. (1965). Charles Darwin and His World. New York: the Viking Press
- Huxley, Thomas Henry (1860), «Darwin on the Origin of Species», Westminster Review, 17 (Abril de 1860): 541–570. Published anonymously.
- Huxley, Thomas (1863), Six Lectures to Working Men "On Our Knowledge of the Causes of the Phenomena of Organic Nature" (Republished in Volume II of his Collected Essays, Darwiniana), consultado em 15 de dezembro de 2006
- Keynes, Richard, ed. (2000), Charles Darwin's Zoology Notes & Specimen Lists from HMS Beagle, ISBN 0-521-67350-X, Cambridge University Press
- Kreeft, Peter (2001), Catholic Christianity, ISBN 0-89870-798-6, San Francisco: Ignatius Press
- Larson, Edward J. (2004), Evolution: The Remarkable History of a Scientific Theory, ISBN 0-8129-6849-2, Nova York: Modern Library
- Leifchild (1859), «Review of 'Origin'», Athenaeum (No. 1673, 19 de novembro de 1859), consultado em 22 de novembro de 2008
- Lucas, John R. (1979), «Wilberforce and Huxley: A Legendary Encounter», The Historical Journal, 22 (2), pp. 313–330, PMID 11617072, doi:10.1017/S0018246X00016848, consultado em 22 de novembro de 2008
- Mayr, Ernst (1982), The Growth of Biological Thought, ISBN 0-674-36446-5, Harvard University Press
- Miles, Sara Joan (2001), «Charles Darwin and Asa Gray Discuss Teleology and Design», Perspectives on Science and Christian Faith, 53, pp. 196–201, consultado em 22 de novembro de 2008
- Mivart, St. George Jackson (1871), On the Genesis of Species, Nova York: Appleton
- Moore, James (2006), Evolution and Wonder – Understanding Charles Darwin, Speaking of Faith (Radio Program), American Public Media, consultado em 22 de novembro de 2008, cópia arquivada em 22 de dezembro de 2008
- Phipps, William E. (1983), «Darwin, the Scientific Creationist», Christian Century (14–21 de setembro de 1983): 809–811, consultado em 11 de janeiro de 2007, cópia arquivada em 8 de janeiro de 2007
- Peckham, Morse, ed. (1959), The Origin of Species: a variorum text, ISBN 978-0-8122-1954-8 2006 reprint ed. , Philadelphia: University of Pennsylvania Press.
- Quammen, David (2006), The Reluctant Mr. Darwin, ISBN 0-393-05981-2, Nova York: Atlas Books
- Radick, Gregory (2013). «Darwin and Humans». In:  Ruse, Michael. The Cambridge Encyclopedia of Darwin and Evolutionary Thought. [S.l.]: Cambridge University Press. pp. 173–181
- Rhodes, Frank H. T. (Junho de 1987), «Darwinian Gradualism and Its Limits: The development of Darwin's Views on the Rate and Pattern of Evolutionary Change», Springer Netherlands (publicado em 6 de novembro de 2004), Journal of the History of Biology, Humanities, Social Sciences and Law, 20 (2), pp. 139–157, doi:10.1007/BF00138435
- Richards, Evelleen (2017), Darwin and the making of sexual selection, ISBN 978-0-226-43706-4, The University of Chicago Press, OCLC 956947766
- Schopf, J. William (2000), «Solution to Darwin's dilemma: Discovery of the missing Precambrian record of life», Proceedings of the National Academy of Sciences of the USA, 97 (13): 6947–6953, Bibcode:2000PNAS...97.6947S, PMC 34368, PMID 10860955, doi:10.1073/pnas.97.13.6947
- Secord, James A. (2000), Victorian Sensation: The Extraordinary Publication, Reception, and Secret Authorship of Vestiges of the Natural History of Creation, ISBN 0-226-74411-6, Chicago: University of Chicago Press
- Sober, Elliott (2011), Did Darwin Write the Origin Backwards?: Philosophical Essays on Darwin's Theory, ISBN 978-1-61614-278-0, Amherst: Prometheus Books
- Spencer, Herbert (1864), The Principles of Biology, Vol. 1, Londres: Williams and Norgate
- van Wyhe, John (2007), «Mind the gap: Did Darwin Avoid Publishing his Theory for Many Years?», Notes and Records of the Royal Society, 61 (2): 177–205, doi:10.1098/rsnr.2006.0171, consultado em 5 de janeiro de 2009
- van Wyhe, John (2008), Darwin: The Story of the Man and His Theories of Evolution, ISBN 978-0-233-00251-4, Londres: Andre Deutsch
- van Wyhe, John (2009), Charles Darwin: Gentleman Naturalist: A Biographical Sketch, The Complete Works of Charles Darwin Online, consultado em 6 de junho de 2009

#### Críticas contemporâneas
- Carpenter, William Benjamin (1859), «Darwin on the Origin of Species», National Review, 10 (Dezembro de 1859): 188–214. Published anonymously.
- Gray, Asa (1860), «(Review of) The Origin of Species», Athenaeum (1710: 4 August 1860): 161. Extract from Proceedings of the American Academy of Arts and Sciences 4 (1860): 411–415.
- Huxley, Thomas Henry (1859), «Time and Life: Mr Darwin's Origin of Species», Macmillan's Magazine, 1: 142–148.
- Huxley, Thomas Henry (1859), «Darwin on the Origin of Species», The Times (26 de dezembro de 1859): 8–9. Published anonymously.
- Jenkin, Fleeming (1867), «(Review of) The Origin of Species», North British Review, 46 (Junho de 1867): 277–318. Published anonymously.
- Murray, Andrew (1860), «On Mr Darwin's Theory of the Origin of Species», Proceedings of the Royal Society of Edinburgh, 4: 274–291, doi:10.1017/S0370164600034246.
- Owen, Richard (1860), «Review of Darwin's Origin of Species», Edinburgh Review, 3 (Abril de 1860): 487–532. Published anonymously.
- Wilberforce, Samuel (1860), «(Review of) On the Origin of Species, by means of Natural Selection; or the Preservation of Favoured Races in the Struggle for Life», Quarterly Review, 108 (215: July 1860): 225–264. Published anonymously.
- Para obter mais análises, consulte Darwin Online: Reviews & Responses to Darwin, Darwin Online, 10 de março de 2009, consultado em 18 de junho de 2009